# Palazzo Reale (Napoli)
Il Palazzo Reale di Napoli è un edificio storico ubicato in piazza del Plebiscito, nel centro storico di Napoli, dov'è posto l'ingresso principale: l'intero complesso, compresi i giardini e il teatro San Carlo, si affaccia anche su piazza Trieste e Trento, piazza del Municipio e via Acton.
Il Palazzo Reale è stato costruito a partire dal 1600, per raggiungere il suo aspetto definitivo nel 1858: alla sua edificazione e ai relativi lavori di restauro hanno partecipato numerosi architetti come Domenico Fontana, Gaetano Genovese, Luigi Vanvitelli, Ferdinando Sanfelice e Francesco Antonio Picchiatti.
Fu la residenza dei viceré spagnoli e poi austriaci dalla metà del XVII secolo al 1734, della dinastia borbonica dal 1734 al 1860, con la parentesi del Decennio francese dal 1806 al 1815, e infine, a seguito dell'Unità d'Italia nel 1861, dei Savoia. Ceduto nel 1919 da Vittorio Emanuele III di Savoia al demanio statale, è adibito principalmente a polo museale, in particolare gli Appartamenti Reali, ed è sede della Biblioteca nazionale.

## Storia

### Antefatti

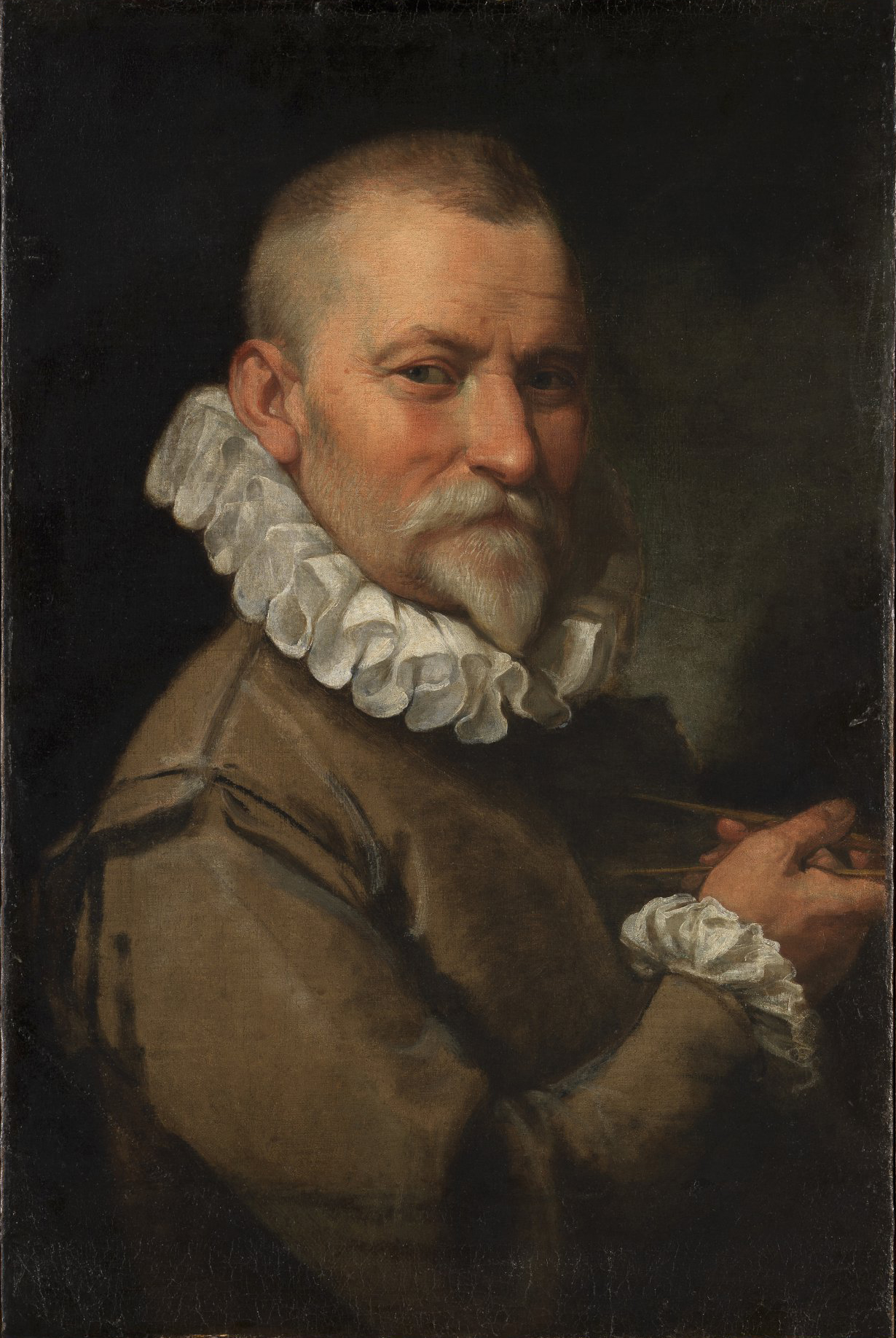
Domenico Fontana, l'architetto del palazzo

Al termine della dominazione aragonese, il Regno di Napoli entrò nelle mire espansionistiche sia dei francesi sia degli spagnoli, che si spartirono il territorio col trattato di Granada firmato nel 1500; tuttavia questo trattato non fu rispettato e sotto il Gran Capitano Gonzalo Fernández de Córdoba gli spagnoli conquistarono, nel 1503, il regno: ebbe inizio il viceregno spagnolo. Tale periodo, che interessò Napoli per oltre duecento anni, è storicamente visto come un periodo buio e di regresso: viceversa la città godeva di un notevole fermento culturale e di una borghesia dinamica, oltre che di una flotta mercantile all'avanguardia in grado di competere con Siviglia e le Fiandre. Sotto Pedro Álvarez de Toledo y Zúñiga si decise la costruzione di un palazzo Vicereale: progettato dagli architetti Ferdinando Manlio e Giovanni Benincasa, i lavori iniziarono nel 1543 per terminare poco dopo. La costruzione del palazzo Vicereale si collocò in un periodo in cui i viceré si impegnarono in un riassetto urbanistico delle città italiane: a Napoli furono riorganizzati le mura e i forti, ed edificati i cosiddetti Quartieri Spagnoli.

### XVII secolo
Il viceré Fernando Ruiz de Castro, conte di Lemos, e la moglie, la viceregina Catalina de Zúñiga, decisero di costruire un nuovo palazzo in onore del re Filippo III d'Asburgo, per ospitarlo in vista di una sua imminente visita: il re di Spagna però non si sarebbe mai recato a Napoli. L'area scelta per la nuova costruzione era sita all'estremità occidentale della città, a ridosso della collina di Pizzofalcone, in posizione dominante il porto (che si sarebbe rivelata un'ottima via di fuga per il re in caso di attacco nemico), accanto al palazzo Vicereale, utilizzando una parte dei giardini di quest'ultimo: la scelta risultò quasi obbligata in quanto la città era in espansione verso occidente e ciò avrebbe comportato, con un edificio di simile importanza nelle vicinanze, un aumento dei costi dei terreni nelle zone di Pizzofalcone e di Chiaia. Il progetto fu affidato a Domenico Fontana, considerato in quel periodo il più prestigioso architetto del mondo occidentale, che ricopriva il ruolo di ingegnere maggiore del Regno: precedentemente il Fontana era caduto in disgrazia, in particolare dopo la morte di Sisto V, papa che gli aveva affidato numerosi lavori a Roma. La prima pietra fu posta nel 1600, in quella che all'epoca era chiamata piazza San Luigi; il disegno definitivo del progetto del palazzo fu pubblicato da Fontana solamente nel 1604 con il titolo di Dichiarazione del Nuovo Regio Palagio, mentre andarono perdute le bozze, utilizzate dall'architetto per iniziare l'opera, tant'è che egli stesso se ne rammarica:
(Domenico Fontana, in Porzio, p. 25.)

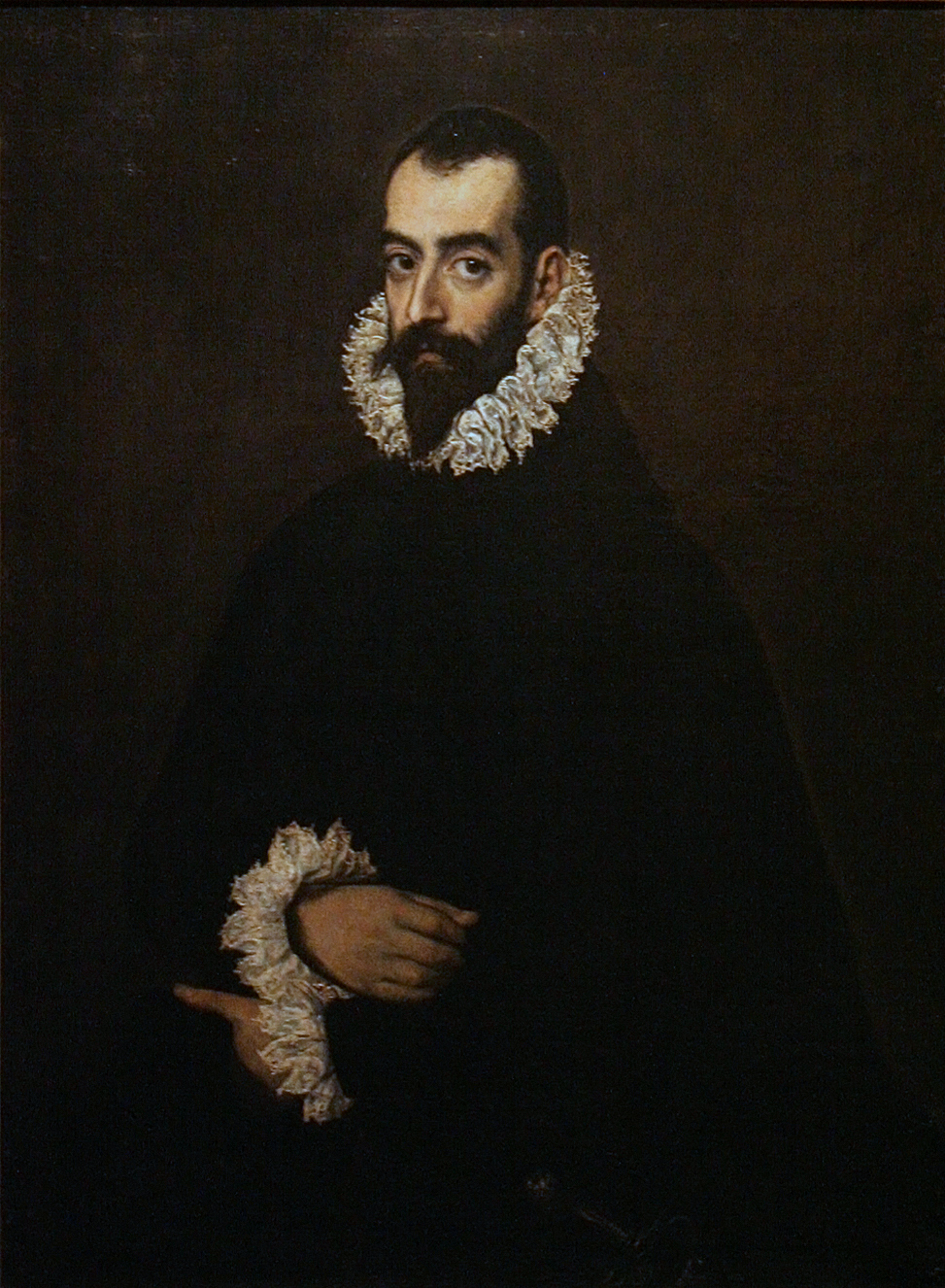
Juan Alonso Pimentel de Herrera, il viceré sotto il quale rallentarono i lavori di costruzione

Esiste tuttavia a Roma una pianta di Giovanni Giacomo De Rossi, risalente sicuramente a un periodo precedente al 1651, che mostra come avrebbe dovuto essere il palazzo secondo l'intenzione originale dell'architetto: questo non si discostava particolarmente dal suo aspetto definitivo, ma furono apportate indubbiamente delle modifiche in corso d'opera. In questa mappa erano uguali sia la facciata sia gli ambienti dell'estremità meridionale, mentre lungo il lato che si affacciava sul mare doveva esserci un corpo di fabbrica a forma di 'C': tale soluzione piacque talmente tanto che nelle stampe dell'epoca, nonostante il palazzo fosse ancora in costruzione, lo si rappresentava com'era nel progetto invece che nella realtà; di tale costruzione fu realizzato solo il lato occidentale, mentre il braccio orientale non fu costruito e la zona centrale completata solamente nel 1843. Domenico Fontana fu talmente entusiasta del progetto affidatogli che su due colonne della facciata fece incidere la scritta:
(Porzio, p. 35.)
L'impronta che l'architetto diede all'opera fu di stampo tardo-rinascimentale, con cortile centrale e loggia interna al primo piano, adeguato quindi alle esigenze dell'epoca, ossia quello di avere un edificio di rappresentanza piuttosto che una residenza fortificata. Godeva inoltre di un ampio piazzale antistante adatto per le parate militari e le adunate popolari. I lavori procedettero speditamente sia sotto il conte di Lemos sia sotto il suo successore Francisco Ruiz de Castro. Fu sotto il viceré Juan Alonso Pimentel de Herrera che questi rallentarono, probabilmente a causa della scarsa disponibilità economica a seguito delle guerre e delle crisi che interessarono la Spagna o per una questione di onore, visto lo scarso interesse dei Pimentel de Herrera a completare un'opera inizia dai Lemos.
Nel 1607, alla morte del padre, Giulio Cesare Fontana assunse la direzione del cantiere. L'edificazione dell'opera proseguì alacremente quando fu nominato viceré Pedro Fernández de Castro, nel 1610. Nel 1616, per accrescere l'importanza del palazzo, fu posta all'estremità di via Toledo, quella opposta ai cantieri di costruzione, la nuova sede dell'Università, ossia il palazzo degli Studi futura sede del Museo archeologico nazionale di Napoli. Nello stesso anno, un'incisione di Alessandro Beratta e gli scritti di un diario del viaggiatore Confalonieri testimoniano lo stato dei lavori, in quanto quest'ultimo scriveva:
(Porzio, p. 22.)
Da questo scritto si comprende che l'opera era già quasi del tutto terminata e poco dopo, anche se non se ne conosce la data precisa, iniziarono i lavori di decorazione interna con l'esecuzione delle opere pittoriche di Battistello Caracciolo, Belisario Corenzio e Giovanni Balducci. Nel 1644 Francesco Antonio Picchiatti preparò i bandi per la decorazione della cappella Reale, mentre nel 1651, per volere del viceré Iñigo Vélez de Guevara, iniziarono i lavori di costruzione dello scalone d'onore e dei giardini pensili con il belvedere sul mare.

### XVIII e XIX secolo

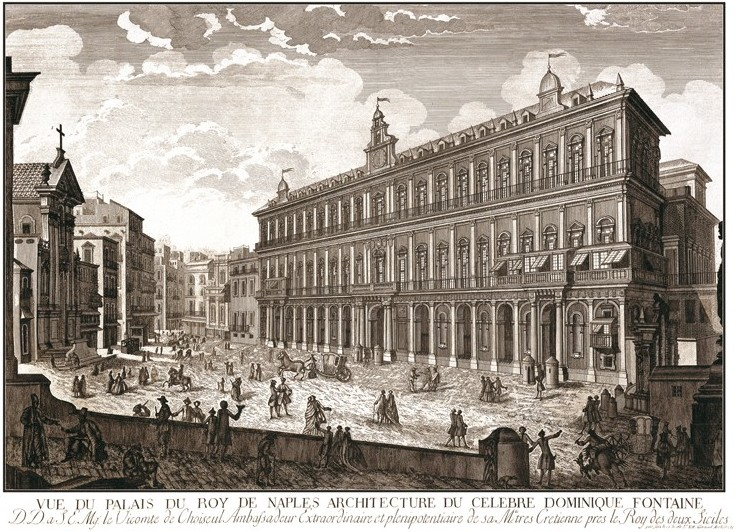
Acquaforte rappresentante il palazzo Reale di Napoli e il palazzo vecchio (Etienne Giraud, 1771)

Nel 1734 Napoli fu conquistata da Carlo di Borbone e divenne nuovamente capitale di un regno autonomo: il nuovo re decise di utilizzare il palazzo come residenza reale e avviò al contempo dei lavori di restauro, riorganizzando sia gli spazi per gli ambienti ufficiali, dove esercitare le funzioni di comando, sia gli appartamenti privati. Fu così che venne ampliato verso il mare con un corpo di fabbrica chiamato Appartamento del Maggiordomo, e verso il lato che guarda al Vesuvio con il cosiddetto Appartamento per i Reali Principi: furono inoltre edificati due cortili interni, sistemati i giardini pensili, completata la facciata lungo via Acton e rifatte le decorazioni marmoree e pittoriche, in stile barocco, opera degli artisti Francesco De Mura e Domenico Antonio Vaccaro. Durante il regno di Ferdinando I delle Due Sicilie fu progettata e realizzata la Gran Sala, in occasione delle nozze del re, e il teatrino di corte, opera di Ferdinando Fuga.

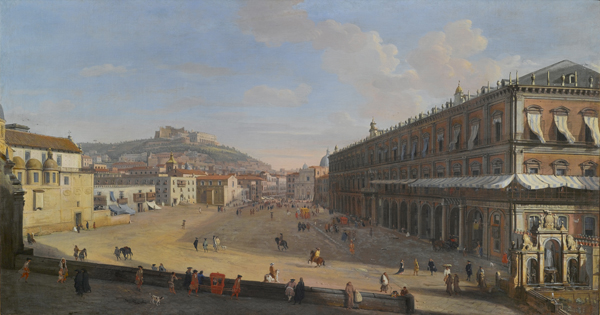
Il palazzo all'inizio del XIX secolo

Nel 1837, a seguito di un incendio sviluppatosi all'interno delle stanze della Regina Madre, si rese necessario un nuovo restauro dell'intero complesso: il re Ferdinando II delle Due Sicilie si avvalse della collaborazione di Gaetano Genovese, il quale seguì la corrente artistica del periodo, ossia quella neoclassica. Fu abbattuto il palazzo Vicereale, creando la piazza che prenderà in seguito il nome di Trieste e Trento, e sistemata la facciata che insisteva sul nuovo piazzale; utilizzando una parte dei giardini, fu creato un nuovo corpo di fabbrica verso oriente, il quale ospiterà successivamente la Biblioteca nazionale, e verso il mare, quest'ultimo rimasto incompleto dopo la costruzione di sei campate di balconi. Nel corso di questi lavori gli appartamenti privati furono spostati al secondo piano, mentre le sale al piano nobile furono riconvertite a scopo di rappresentanza. I lavori si conclusero nel 1858 dando al palazzo il suo aspetto definitivo: oltre ai principali architetti, nel corso dei secoli, se ne sono avvicendati altri, seppur operando in tono minore, come Bartolomeo Picchiatti, Onofrio Antonio Gisolfi, Ferdinando Sanfelice, Francesco Antonio Picchiatti, Luigi Vanvitelli e Antonio Niccolini; nonostante quindi la moltitudine di figure che si sono succedute nella sua costruzione, il complesso ha mantenuto un aspetto simile a quello dato dal disegno iniziale di Domenico Fontana.
A seguito dell'Unità d'Italia il palazzo divenne residenza dei Savoia, tuttavia i reali lo abitarono solo saltuariamente. Al suo interno, nel 1869, nacque Vittorio Emanuele III di Savoia.

### XX e XXI secolo

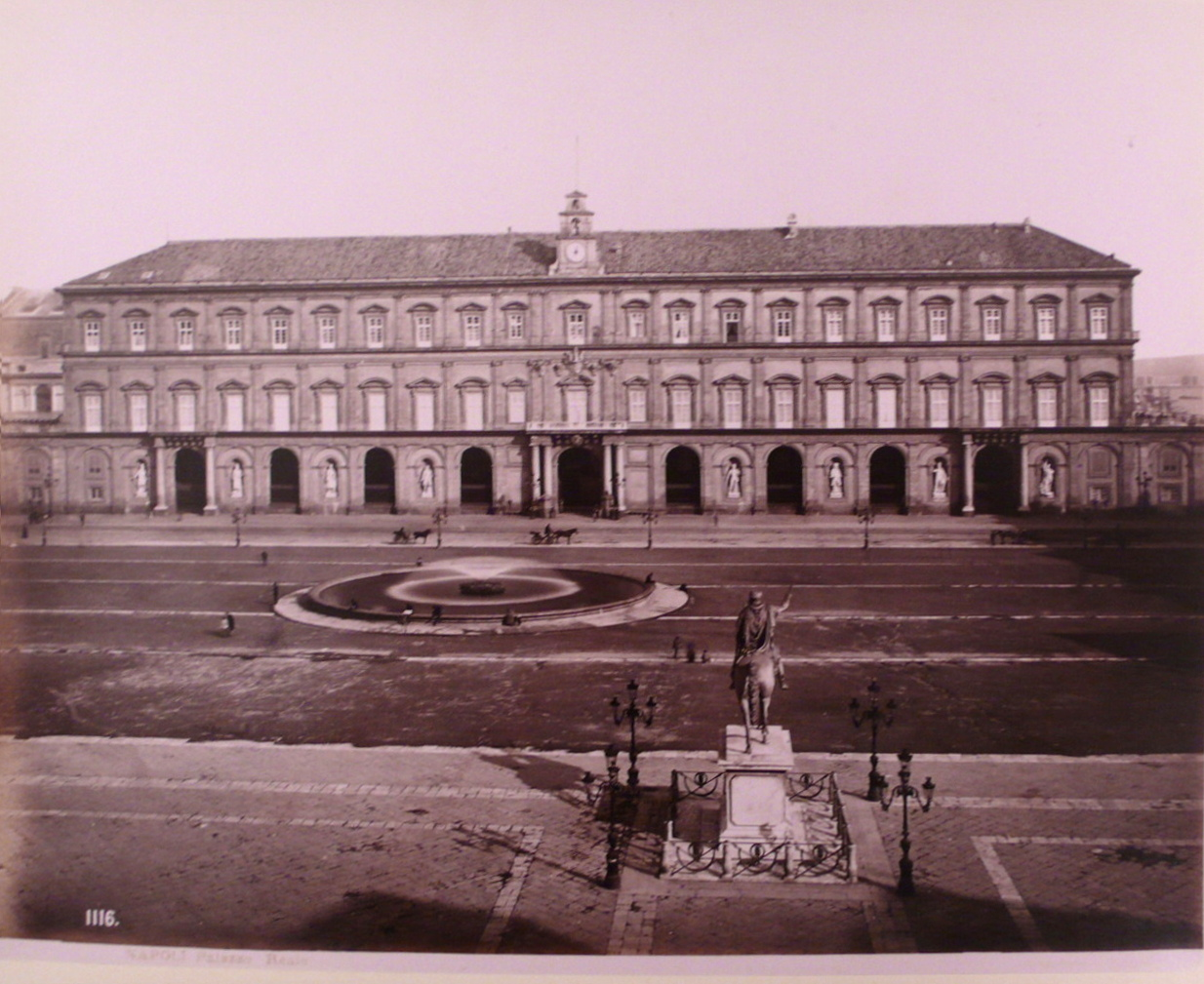
Veduta del palazzo tra la fine del XIX e l'inizio del XX secolo

Nel 1919 Vittorio Emanuele III cedette il palazzo al Demanio di Stato: fu in questo periodo che la Biblioteca nazionale fu spostata al suo interno, mentre gli appartamenti reali, quelli che si affacciano sul cortile d'onore, furono preservati a scopo museale e aperti al pubblico. Pesanti danni furono inferti durante la seconda guerra mondiale: le truppe angloamericane lo utilizzarono come welfare club, mentre una bomba colpì la zona del teatrino, distruggendone il soffitto; a questo si aggiunsero razzie di opere e la distruzione di numerosi tendaggi e parati in stoffa, mentre il mobilio fu ricoverato in luoghi sicuri all'inizio del conflitto e quindi preservato. I lavori di restauro vennero eseguiti dal 1950 al 1954: furono recuperate e, in alcuni casi rifatte, le opere pittoriche, venne nuovamente risistemato il mobilio e furono ripristinati i parati in seta, realizzati originariamente a San Leucio, utilizzando gli stessi antichi telai. Nel 1994 la sede della Regione Campania, qui dagli inizi del Novecento, fu definitivamente spostata in altro luogo.
Durante la metà degli anni 2010 è stata restaurata la facciata e sono state riallestite alcune stanze dell'Appartamento Reale, tra cui il teatrino di corte.

## Descrizione

### Facciata

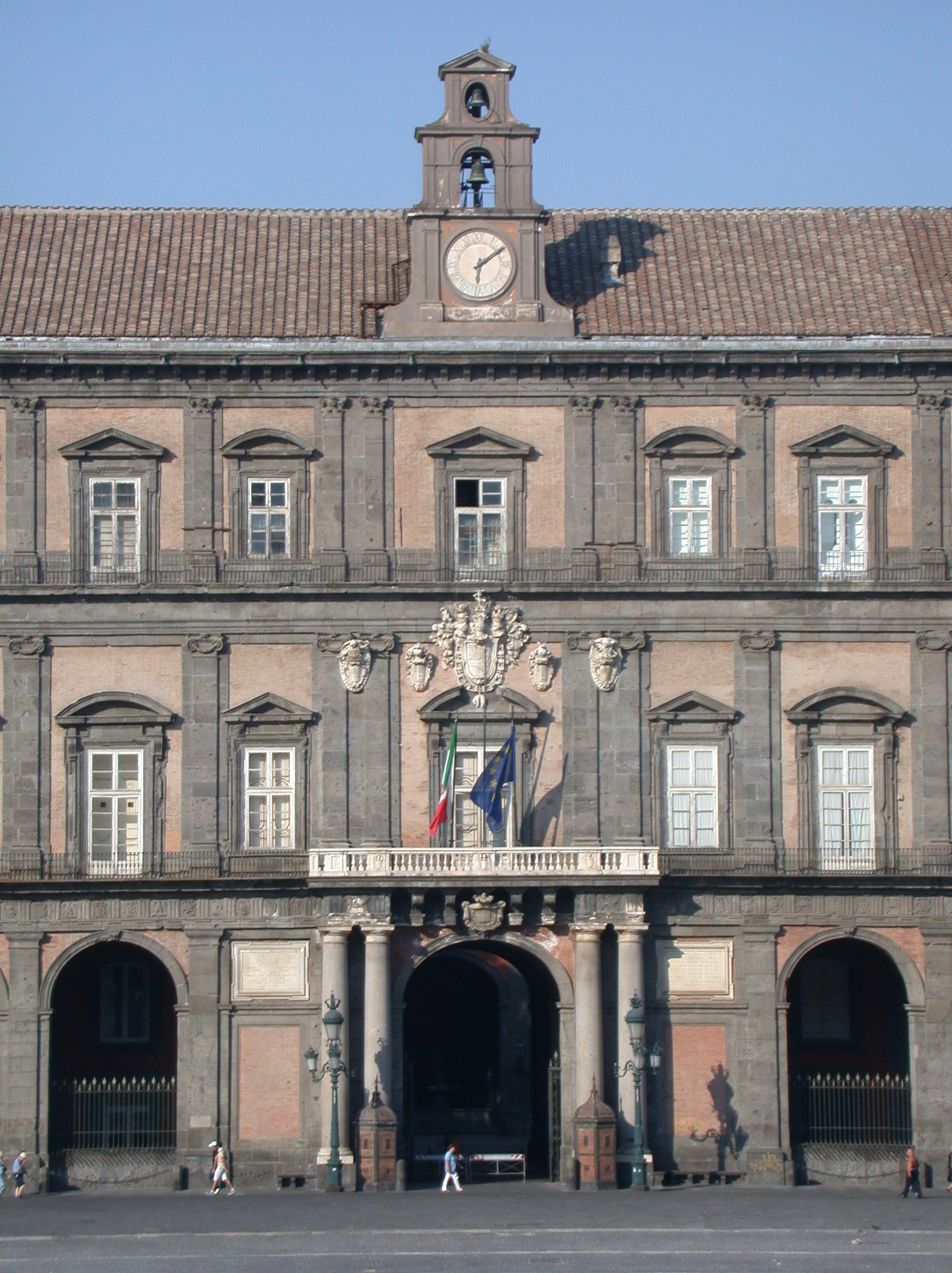
L'ingresso principale

La facciata principale del Palazzo Reale si apre su piazza del Plebiscito ed era già completata nel 1616: ha una lunghezza di centosessantanove metri e fino al 1843 era congiunta a quella del palazzo Vicereale, poi abbattuto per far posto all'odierna piazza Trieste e Trento. La facciata è realizzata in mattoni di cotto rosato, piperno e pietra vulcanica dei Campi Flegrei e ha uno stile sia tardo-rinascimentale sia manieristico: l'impronta rinascimentale è riscontrabile nella sovrapposizione di vari ordini, tipico degli edifici teatrali dell'antica Roma, come il Colosseo o il teatro di Marcello, mentre quella manieristica si nota nel disegno modulare della facciata, una sorta di composizione che potrebbe essere ripetuta all'infinito non avendo alcun elemento che crea né l'inizio né la fine, così come, nella parte alta, è negata la conclusione vista la mancanza di cornice. È divisa verticalmente da lesene, prendendo spunto dalle indicazioni vitruviane, mentre orizzontalmente è separata da marcapiani che ne distinguono i tre ordini: al piano terra è in ordine tuscanico, segue quello ionico e infine quello corinzio.
La parte inferiore presentava originariamente portici per tutta la sua lunghezza: si trattava di una scelta architettonica innovativa per l'epoca, voluta da Fontana affinché il popolo potesse passeggiare anche in caso di tempo avverso; tuttavia dopo le vicende di Masaniello e per problemi strutturali, in quanto le colonne stavano subendo uno schiacciamento, nel 1753 le arcate furono murate per volere di Luigi Vanvitelli. All'interno della nuova muratura furono aperte delle nicchie, nelle quali, dal 1888, si posero le statue dei principali regnanti di Napoli, con l'intento di rappresentare una continuità della dinastia sabauda con la storia napoletana; da sinistra verso destra si riconoscono: Ruggero II di Sicilia opera di Emilio Franceschi, Federico II di Svevia di Emanuele Caggiano, Carlo d'Angiò di Tommaso Solari, Alfonso V d'Aragona di Achille D'Orsi, Carlo V d'Asburgo di Vincenzo Gemito, Carlo III di Spagna di Raffaele Belliazzi, Gioacchino Murat di Giovanni Battista Amendola e Vittorio Emanuele II di Savoia di Francesco Jerace.

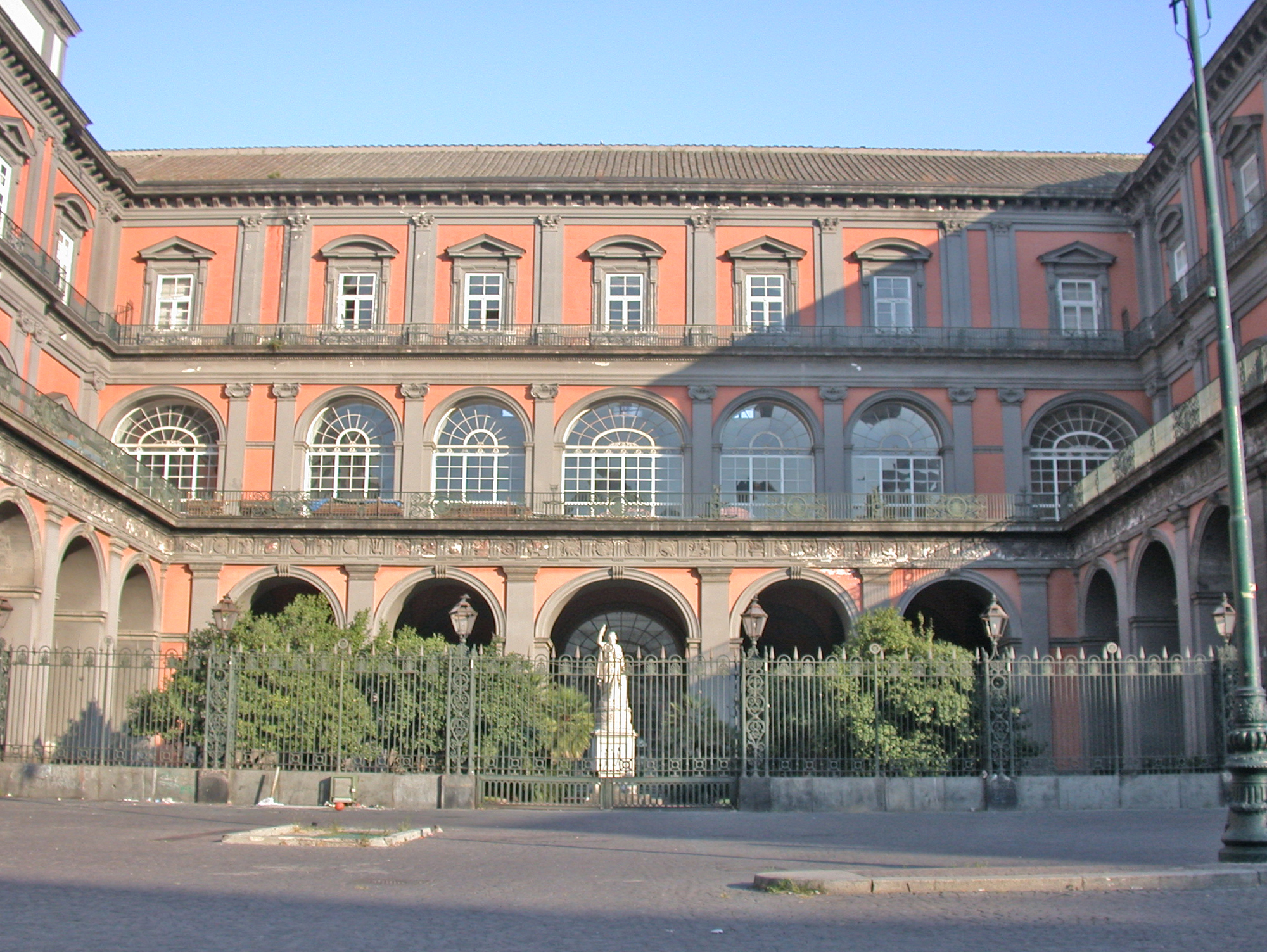
La facciata lungo piazza Trieste e Trento

Al centro si apre il portale d'ingresso, contrassegnato ai lati da due doppie colonne in granito e sormontato dallo stemma di Filippo III d'Asburgo, già predisposto nel progetto di Fontana a sottolineare l'utilità pubblica del palazzo; accanto a questo, su ogni lato, altri due stemmi, disposti simmetricamente e di dimensioni minori, ossia quelli di Juan Alonso Pimentel de Herrera e di Pedro Fernández de Castro, a testimonianza della costruzione del palazzo durante il periodo vicereale. Due lapidi inoltre ricordano una l'inizio dei lavori voluti da Fernando Ruiz de Castro e dalla moglie Catalina de Zúñiga, l'altra invece loda la bellezza dell'edificio: al di sotto delle lapidi erano poste, fino all'inizio del XVIII secolo, due statue in stucco raffiguranti la Religione e la Giustizia. Tra il portale principale e la balconata è posto lo stemma dei Savoia. Le due garitte ai lati dell'ingresso furono realizzate nei primi anni del XVIII secolo. Alle estremità della facciata sono posti due ingressi minori, segnati da due semplici colonne in marmo, che aumentano ancora di più il senso di indefinito e sembrano essere quasi nascosti. Lungo la facciata e nel cortile d'onore è presente, tra il piano terra e il primo piano, un marcapiano in piperno con metope e triglifi raffiguranti gli stemmi della casa di Spagna e i loro possedimenti in Europa, in maggior parte ottenuti a seguito della pace di Cateau-Cambrésis nel 1559: si nota quindi il castello a tre torri della Castiglia, il leone rampante del León, il biscione che inghiotte un fanciullo simbolo del ducato di Milano, lo scudo con i quattro pali verticali dell'Aragona, la croce con le quattro teste dei mori simbolo del regno di Sardegna e gli stemmi di Navarra, Austria, Portogallo, Granada e Gerusalemme. Le finestre sono inserite in robuste cornici, elemento architettonico che riscuoterà molto successo a Napoli. Sulla sommità della facciata erano presenti cuspidi e sfere, rimosse all'inizio dell'Ottocento, e tre edicole, posizionate ognuna in direzione di un ingresso: di queste ne rimane una, quella con orologio, in posizione centrale.
La facciata lungo via Acton, caratterizzata dai giardini pensili, è stato a lungo oggetto di rifacimento, soprattutto nel XVIII secolo, e terminata nel 1843. Anche la facciata che dà su piazza Trieste e Trento è stata completata nello stesso anno, opera di Gaetano Genovese, a seguito della demolizione del palazzo Vicereale: questa fu successivamente raccordata al teatro di San Carlo da Francesco Gavaudan e Pietro Gesuè, demolendo i resti di una vecchia torre. Entrambe le facciate si rifanno architettonicamente a quella principale: in particolare la seconda ha una forma a 'C' e accoglie un giardino chiamato Giardino Italia, in quanto al centro è posta una statua raffigurante la Libertà, realizzata da Francesco Liberti nel 1861. Inoltre questa facciata è in parte porticata, sorreggendo un terrazzo, mentre un ingresso a vetrata dà direttamente sullo scalone d'onore, decorato con due coppie di statue in gesso, qui collocate durante il restauro del Genovese e provenienti dal Palazzo degli Studi: si tratta delle copie dell'Ercole Farnese e della Flora Farnese da un lato e della Minerva e di Pirro e Astianatte dall'altro.

### Cortili

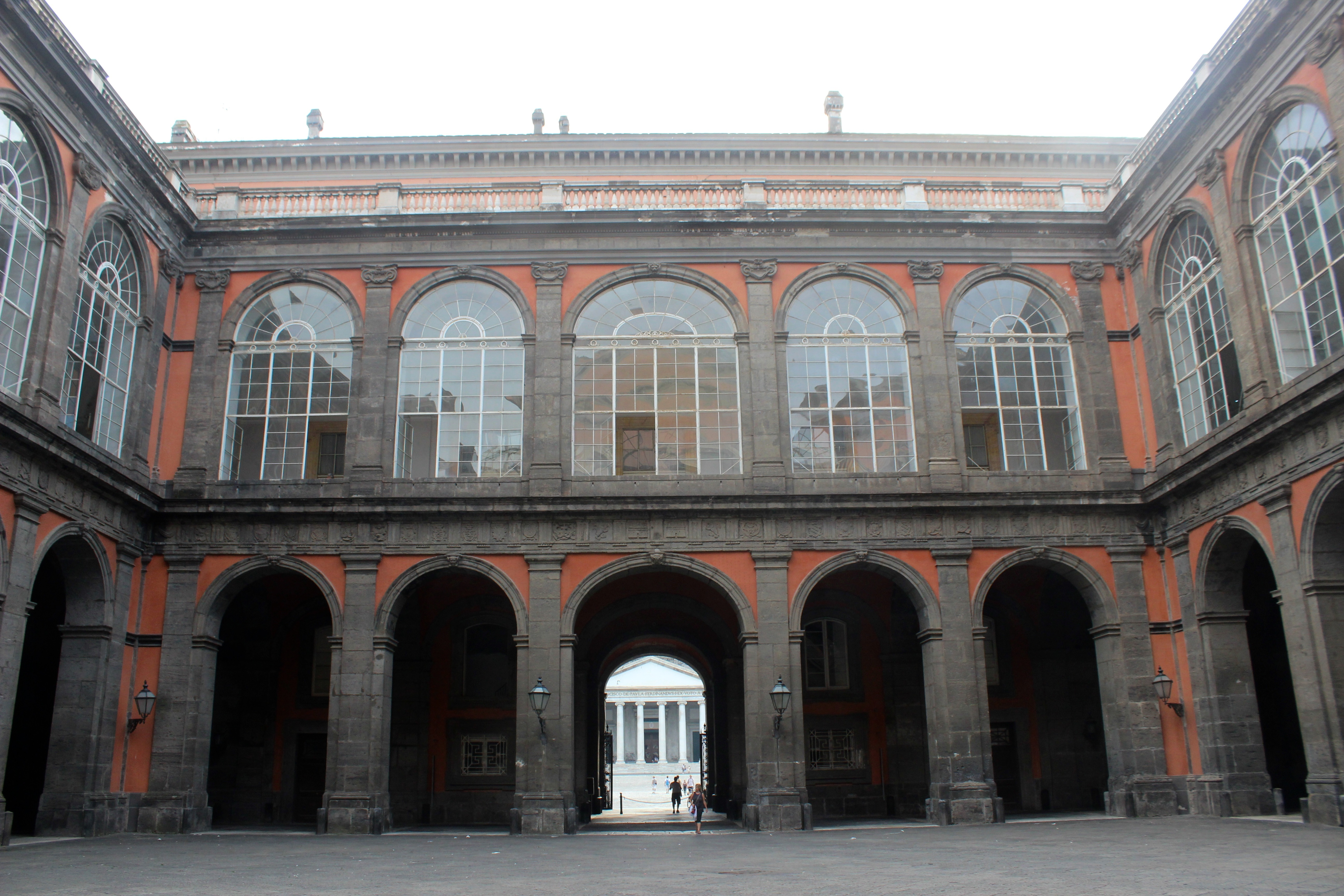
Il cortile d'onore

Nel progetto originario di Domenico Fontana, in corrispondenza dei tre ingressi, dovevano aprirsi tre cortili, collegati tra di loro tramite degli androni voltati: tuttavia a essere costruito fu solo quello in corrispondenza dell'ingresso centrale, il cosiddetto Cortile d'Onore. Si presenta a forma quadrata, con cinque arcate su ogni lato, di cui quella centrale di maggiori dimensioni e a sesto ribassato: intorno, al primo piano, una loggia, in primo momento aperta, poi chiusa con ampi finestroni. In una nicchia nella parte orientale del cortile era posta originariamente una vasca, ma in seguito, durante gli anni quaranta del XIX secolo, fu sostituita da una fontana: ornata con una statua della Fortuna, la fontana fu voluta da Carlo di Borbone nel 1742, realizzata da Giuseppe Canart e in principio situata nei pressi del molo. A seguito di alcune indagini, è stata rinvenuta in alcuni punti una pavimentazione a spina di pesce in laterizi.

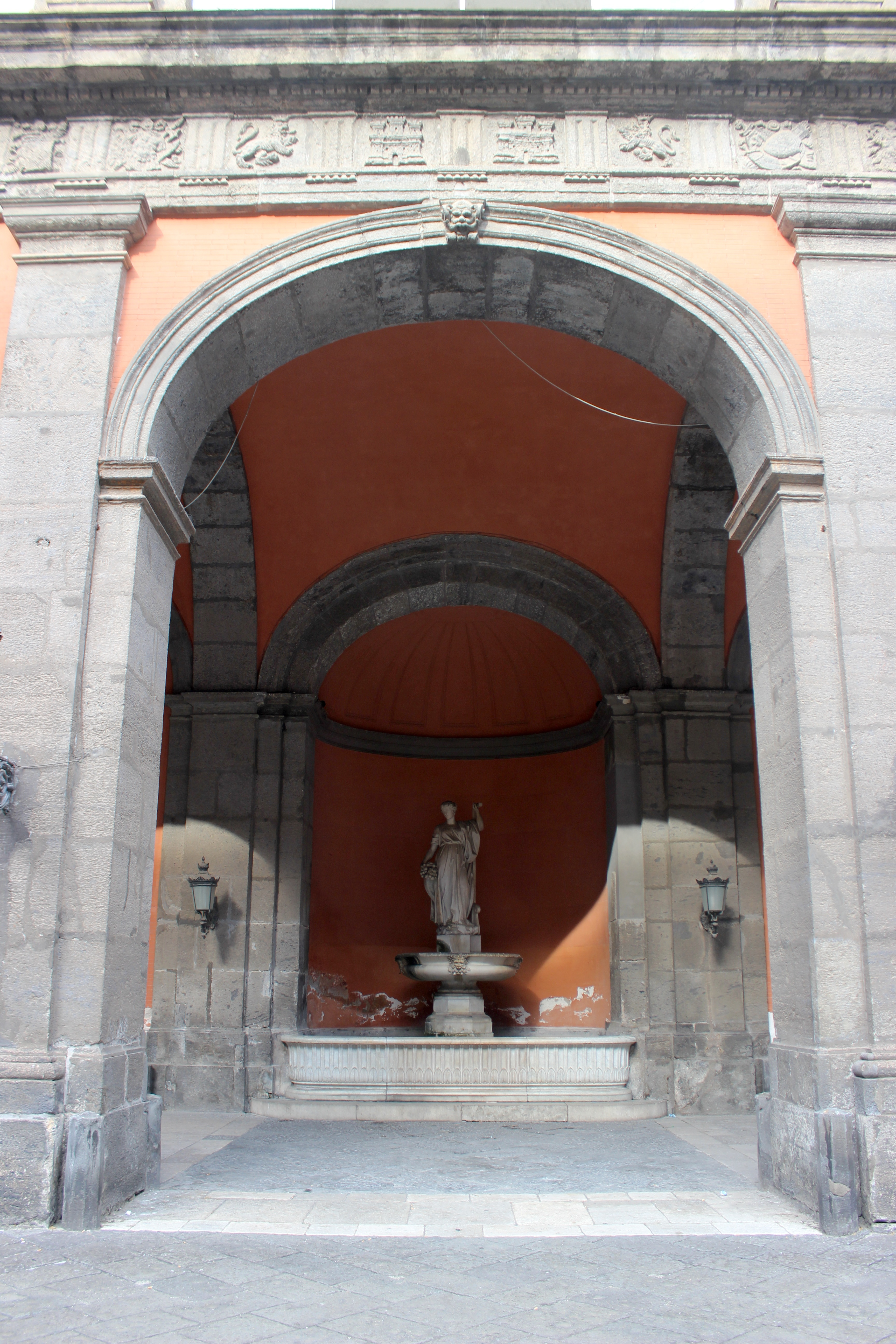
La fontana con la statua della Fortuna

Con la costruzione del nuovo braccio meridionale del palazzo tra il 1758 e il 1760, si crearono anche due nuovi cortili: uno in asse con il cortile d'onore, alle sue spalle, che prende il nome di Cortile delle Carrozze, mentre l'altro è il Cortile del Belvedere.
Nonostante le due diverse epoche di costruzione, il Cortile delle Carrozze, così chiamato per la vicinanza a una rimessa di carrozze, si avvicina architettonicamente allo stile dato al palazzo da Domenico Fontana, anche se comunque non mancano elementi di distacco come l'uso dello stucco al posto del piperno e quello della lesena angolare. La corte ha una forma rettangolare, con al centro una vasca di forma ellittica in marmo, ed è unito al cortile d'onore e alla spianata dei bastioni da due corridoi di servizio ad arco ribassato. La rimessa delle carrozze, realizzata nel 1832 da Giacinto Passaro, sostituisce quella di circa un secolo prima di Ferdinando Sanfelice, soprattutto per questioni di estetica in quanto la nuova si allineava alla facciata del palazzo rispetto alla precedente che invece seguiva una linea obliqua; è un ambiente voltato con spina centrale che verte su nove colonne in ordine dorico e su cui si notano ancora gli scudi rossi con la corona e il monogramma di Umberto I di Savoia: il ritmo delle finestre venne modificato dal Genovese nel 1837 per adattarlo alle esigenze del Cortile del Belvedere.
Il cortile del Belvedere nasce come corte a mare del primo nucleo del palazzo e aveva originariamente una forma a 'C', chiuso da un loggiato, poi successivamente modificato a seguito della costruzione dei nuovi nuclei del palazzo nel Settecento, con l'inserimento di archi a sesto ribassato e a sesto pieno nella parte orientale; altre modifiche si ebbero tra il 1837 e il 1840 quando, per l'accesso al cortile, fu creato un arco trionfale con semicolonne ioniche e corinzie in finto piperno. Il cortile è decorato tra il piano terra e il primo piano da una fascia dorica a metope in finto piperno e triglifi. Dal cortile del Belvedere, contraddistinto da un corridoio prospettico che unisce il panorama sul golfo di Napoli a quello dei giardini, si consente l'accesso a diverse zone del palazzo: sulla sinistra è la cosiddetta scala dei Forestieri, che porta al vestibolo dell'appartamento storico, con delle nicchie nelle quali sono collocate copie in gesso di statue appartenenti alla collezione Farnese, esposte al Museo archeologico nazionale di Napoli, mentre un ponticello, crollato a seguito dei bombardamenti della seconda guerra mondiale e ricostruito sugli stessi appoggi in ghisa, lo collega direttamente al giardino pensile. Dal cortile si accede sia a un appartamento privato riservato agli incontri ufficiali di Ferdinando II delle Due Sicilie, con decorazioni alla pompeiana, divenuto poi sede della Soprintendenza, sia a un ponte che, superando il fossato difensivo, si collega ai bastioni del Maschio Angioino e a una discesa che porta alle scuderie.

### Appartamento Reale
L'Appartamento Reale è posto al piano nobile del palazzo: dal 1660 al 1734 è stato utilizzato come luogo di rappresentanza dei viceré spagnoli e austriaci, dal 1734 al 1860 appartamento privato e pubblico dei Borbone e, con l'unità d'Italia, appartamento d'etichetta dei Savoia. L'appartamento è stato aperto al pubblico nel 1919 dopo essere entrato a far parte degli Istituti di Antichità e Arte dello Stato, mentre il suo aspetto musealizzato si deve ai lavori di restauro eseguiti al termine della seconda guerra mondiale. L'allestimento delle sale è rimasto pressoché intatto dopo l'ultima sistemazione effettuata in epoca borbonica e descritta negli inventari sabaudi del 1874. Le decorazioni interne delle camere ripercorrono solitamente le vicende delle varie personalità di spicco delle dinastie che le hanno abitate, adeguandosi al gusto e alle mode del periodo in cui erano realizzati. I dipinti delle sale, per lo più di scuola settentrionale ed europea, a cui si aggiunge qualche artista napoletano, provengono dalla collezione Farnese, dalle raccolte borboniche, come ad esempio le tele di scuola caravaggesca del Seicento, acquistate ai primi dell'Ottocento, o ritratti olandesi fatti acquistare da Domenico Venuti a Ferdinando I delle Due Sicilie, e dalle chiese napoletane che venivano chiuse: tuttavia in palazzo non vanta una vera e propria collezione, ma solo pezzi a sé stanti in quanto, nel corso degli anni, numerose opere, per volere sia dei Borbone sia dei Savoia, sono state trasferite in altri musei, come quello di Capodimonte, insieme all'Armeria reale e alle porcellane, oppure al Museo archeologico nazionale, o in palazzi sedi di enti pubblici. Il mobilio, in stile rococò e barocco, è stato realizzato da ebanisti napoletani tra il XVIII e il XIX secolo o portati dalla Francia durante la permanenza a Napoli di Gioacchino Murat, insieme a tappeti a arazzi, alcuni dei quali tessuti anche dalla Reale Arazzeria di Napoli. Resiste un buon numero di pezzi di artigianato: si tratta di porcellane, soprattutto di Sèvres, orologi, sculture in bronzo e marmo e lavori in pietre dure. Per accedere alle stanze del re venivano utilizzate delle chiavi d'argento e d'oro, custodite dai gentiluomini di camera: diverse di queste si trovano al museo civico Gaetano Filangieri di Napoli.

#### Pianta
| - ██ Scalone d'onore - ██ Ambulacro - ██ Appartamento del Re 1 Teatrino di corte 2 Prima Anticamera 3 Saletta Neoclassica 4 Seconda Anticamera 5 Terza Anticamera 6 Sala del Trono 7 Passetto del Generale 8 Sala degli Ambasciatori 9 Sala di Maria Cristina 10 Oratorio 11 Sala del Gran Capitano 12 Sala dei Fiamminghi 13 Studio del Re 29 Sala delle Guardie del Corpo - ██ Appartamento della Regina 14 Quarto Salotto della Regina 15 Terzo Salotto della Regina 16 Secondo Salotto della Regina 17 Primo Salotto della Regina 18 Seconda Anticamera della Regina 19 Sala delle Nature Morte 20 Vestibolo 23 Retrostanza 24 Sala di Don Chisciotte 25 Retrostanza della Regina 26 Passetto della Regina 27 Alcova di Maria Amalia di Sassonia 28 Passetto 34 Boudoir della Regina - ██ Galleria e Salone d'Ercole 21 Galleria 22 Salone d'Ercole - ██ Cappella Palatina - ██ Giardini pensili | Pianta |

#### Scalone d'onore

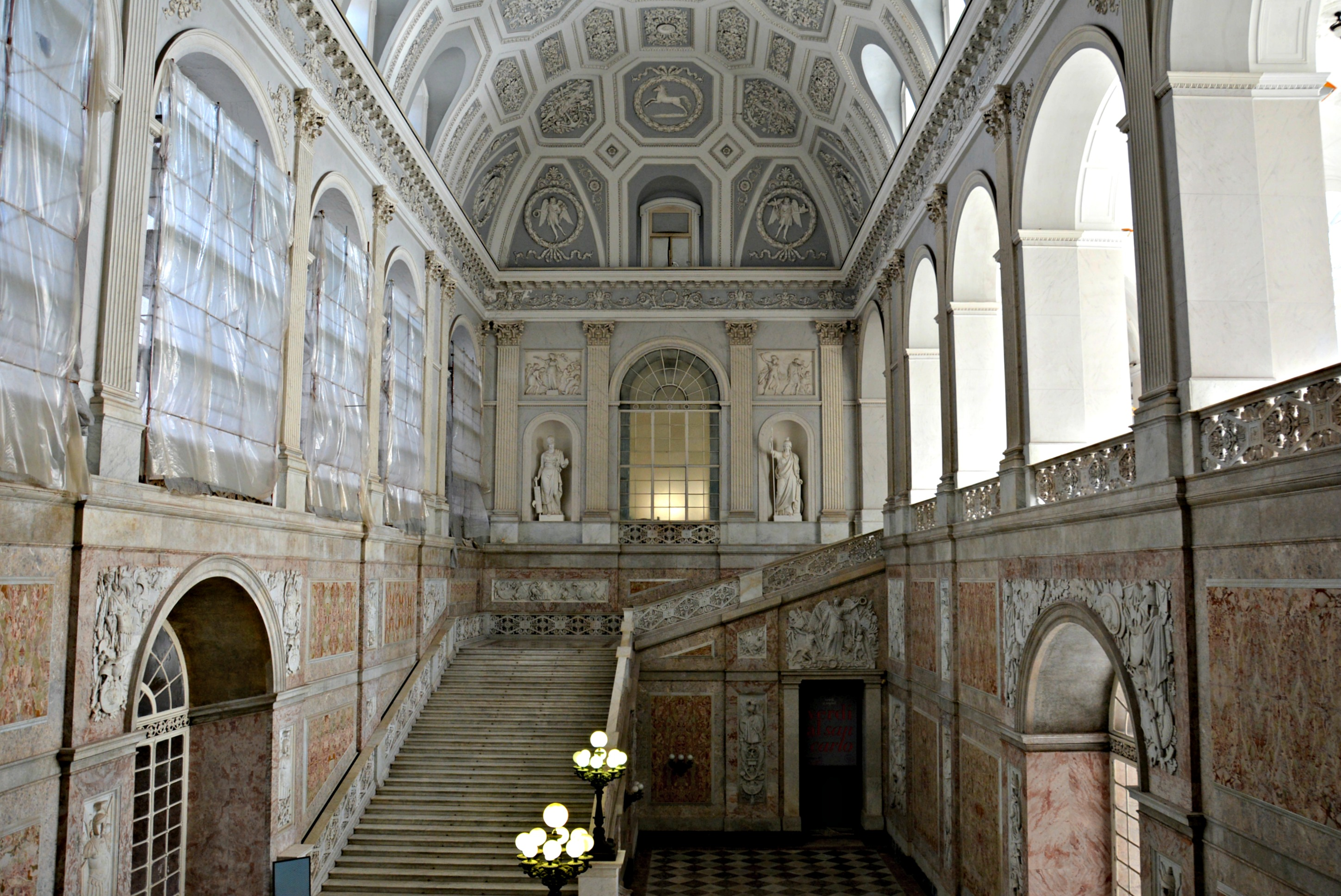
Lo scalone d'onore

In origine esisteva una scala modesta a due rampe, opera di Domenico Fontana. Per volere di Iñigo Vélez de Guevara, fu costruito tra il 1651 e il 1666 un nuovo scalone, in piperno, realizzato da Francesco Antonio Picchiatti: questo fu definito nel 1729 da Montesquieu come il più bello d'Europa, ed è ritratto nel dipinto di Antonio Dominici del 1790 dal titolo Scalone reale con il corteo nuziale delle principesse di Borbone. A seguito dell'incendio del palazzo nel 1837 si decise la costruzione di un nuovo scalone: questo fu realizzato nel 1858 su disegno di Gaetano Genovese e realizzato da Francesco Gavaudan; per la sua costruzione, la nuova scala occupò non solo lo spazio della precedente, ma ne prese altro anche dalla corte. Lo scalone si trova nella parte settentrionale del palazzo, posizionato ortogonalmente rispetto alla facciata: la sala dove è posto è rivestita da diversi tipi di marmo provenienti dalle cave del regno delle Due Sicilie come quello rosato, il Porto Venere, il rosso di Vitulano, la breccia rosata di Sicilia, il Mondragone e il lumachino di Trapani. Questo ambiente è in stile neoclassico: originariamente soffriva di scarsa luminosità e il problema fu risolto nel 1843 con l'abbattimento del vicino palazzo Vicereale e l'apertura di finestroni a vetrate con montatura in ferro e in ghisa, che andarono a sostituire una serie di archi ribassati chiusi da tompagnature. Caratteristico è l'uso dei pilastri invece delle lesene: la volta è a padiglione e ornata con stucchi bianchi su fondo grigio, raffiguranti festoni e stemmi del regno di Napoli, di Sicilia, della Basilicata, della Calabria e, aggiunti successivamente, di Casa Savoia. Sulle pareti laterali si aprono quattro nicchie, due per lato, abbellite da sculture in gesso: due sono Fortezza di Antonio Calì e Giustizia di Gennaro Calì, e altre due Clemenza di Tito Angelini e Prudenza di Tommaso Scolari. Completano le decorazioni due bassorilievi in marmo di Carrara raffiguranti la Vittoria tra il Genio della fama e il Valore, di Salvatore Irdi, e Gloria tra i simboli della Giustizia, della Guerra, della Scienza, dell'Arte e dell'Industria, di Francesco Liberti, rispettivamente sulla destra e sulla sinistra.

#### Ambulacro

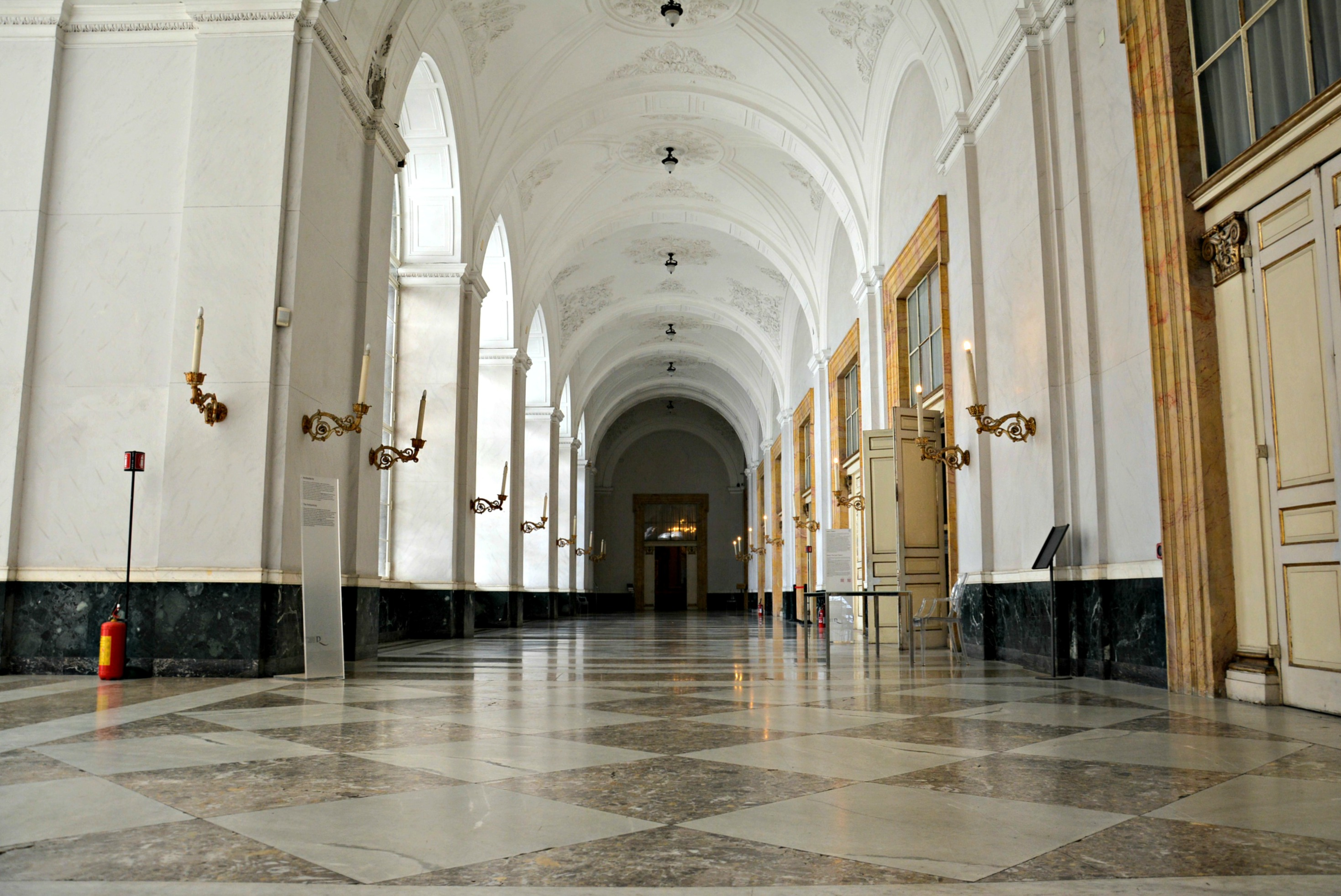
Un corridoio dell'ambulacro

L'ambulacro al primo piano è costituito da quattro corridoi che girano intorno al cortile d'onore: in principio si trattava di una loggia aperta che, durante il restauro del XIX secolo, fu chiusa utilizzando ampie finestre; fu in questa fase che le volte furono decorate da stucchi di Gaetano Genovese. Nell'ambulacro si aprono le stanze dell'appartamento reale: lungo il primo braccio, quello che corre parallelo alla facciata su piazza del Plebiscito, si trova il teatrino di corte e le sale da udienza, lungo il secondo si trovano le retrostanze dell'antico appartamento privato, le quali affacciano sul giardino pensile, lungo il terzo, quello esposto a oriente, si trova il salone d'Ercole e la Cappella Reale, e infine il quarto braccio che affaccia sullo scalone d'onore e da cui, tramite la vetrata, si scorge piazza Trieste e Trento, con veduta, in lontananza, della certosa di San Martino. Questa distribuzione del piano è rimasta immutata nel tempo, come dal progetto originario di Domenico Fontana. Le porte che si presentano sull'ambulacro sono laccate in bianco, in stile neoclassico, e sono state realizzate negli anni trenta dell'Ottocento.

#### Appartamento del re
Sala I. Il teatrino di corte è stato realizzato nel 1768 in occasione delle nozze tra Ferdinando I e Maria Carolina d'Asburgo-Lorena: allestito da Ferdinando Fuga nell'antica Sala Regia, fu gravemente danneggiato durante la seconda guerra mondiale. Originale è il palco, del XVIII secolo, mentre sono stati rifatti durante gli anni cinquanta del XX secolo il palcoscenico e il soffitto con gli affreschi dipinti da Francesco Galante, Alberto Chiancone, Vincenzo Ciardo e Antonio Bresciani: questi hanno ripreso nel tema gli affreschi originali di Antonio Dominici e Crescenzio La Gamba. Lungo le pareti, esclusa quella occupata dal palco, sono poste, nelle nicchie, delle statue opera di Angelo Viva, ritraenti Minerva, Mercurio, Apollo e le nove Musa.

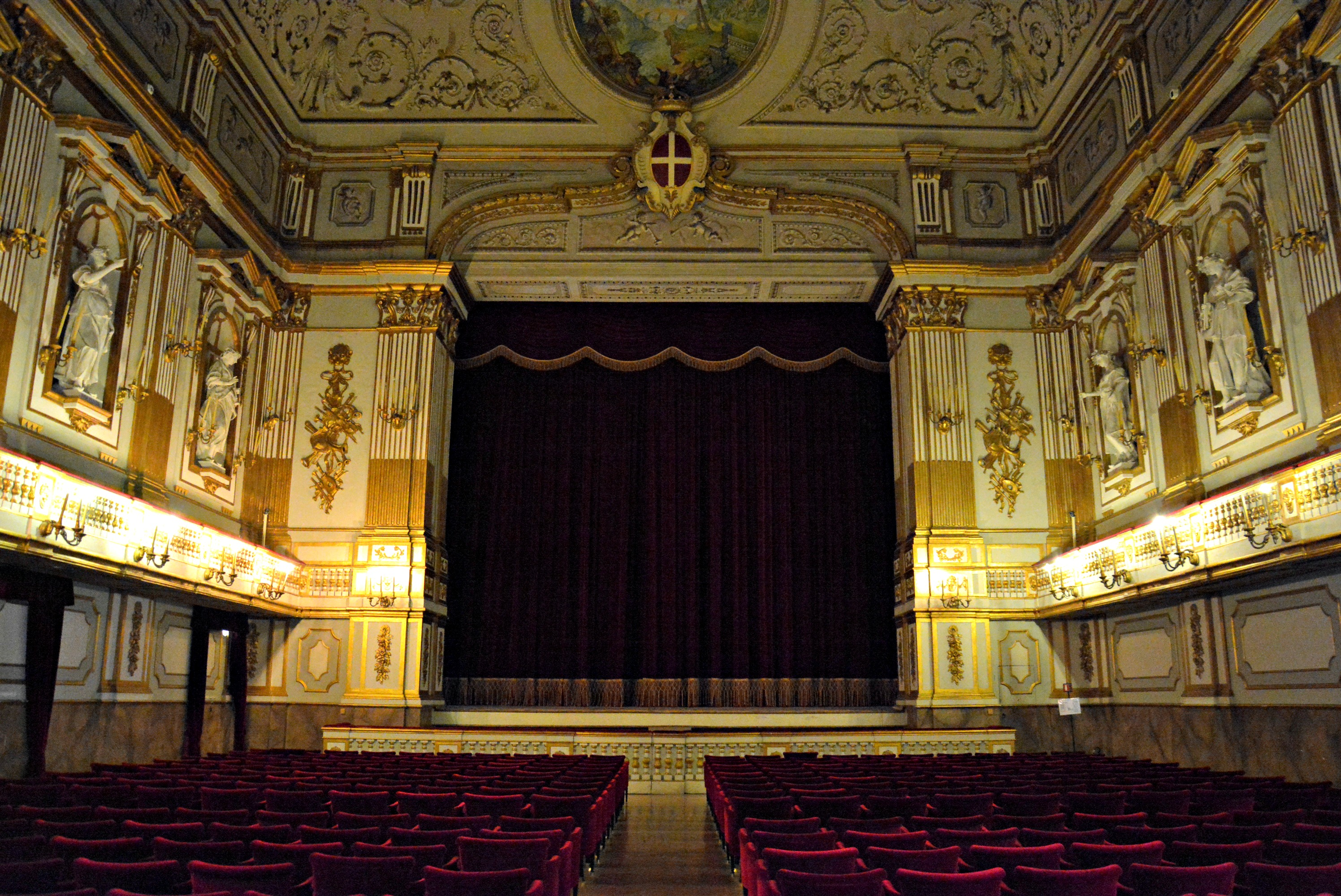
Il teatrino di corte

Sala II. La Prima Anticamera o Sala Diplomatica è così chiamata in quanto al suo interno sostavano le delegazioni diplomatiche in visita al re. Tutto l'ambiente si presenta in stile barocco: il soffitto, realizzato tra il 1737 e il 1738, periodo in cui Carlo di Borbone sposò Maria Amalia di Sassonia, è a volta a padiglione e gli affreschi che lo decorano sono opera di Francesco De Mura, su disegno di Vincenzo Re, raffiguranti il Genio Reale e le virtù del Re e delle Regina (queste sono Fortezza, Giustizia, Clemenza e Magnanimità per il sovrano e Fedeltà, Prudenza, Valore e Bellezza per la regina), Imeneo, dio delle nozze, che scaccia la Malignità, e, ai quattro lati, Allegoria delle quarti parti del mondo, in monocromo, su fondo dorato. Alle pareti due arazzi di fattura Gobelins, dono del Nunzio Apostolico alla corte di Napoli nel 1719 e inneggianti al Re Sole, rappresentato attraverso l'Allegoria degli Elementi. Il mobilio è della seconda metà del XIX secolo, precisamente del 1862, di Pietro Cheloni, mentre gli sgabelli risalgono al 1815; su un cavalletto è esposto un frammento della vecchia decorazione della volta, in stile manieristico e risalente al 1620 circa. Le porte sono attribuite alla bottega di Antonio Dominici, realizzate tra il 1774 e il 1776, dipinte a tempera su fondo oro.

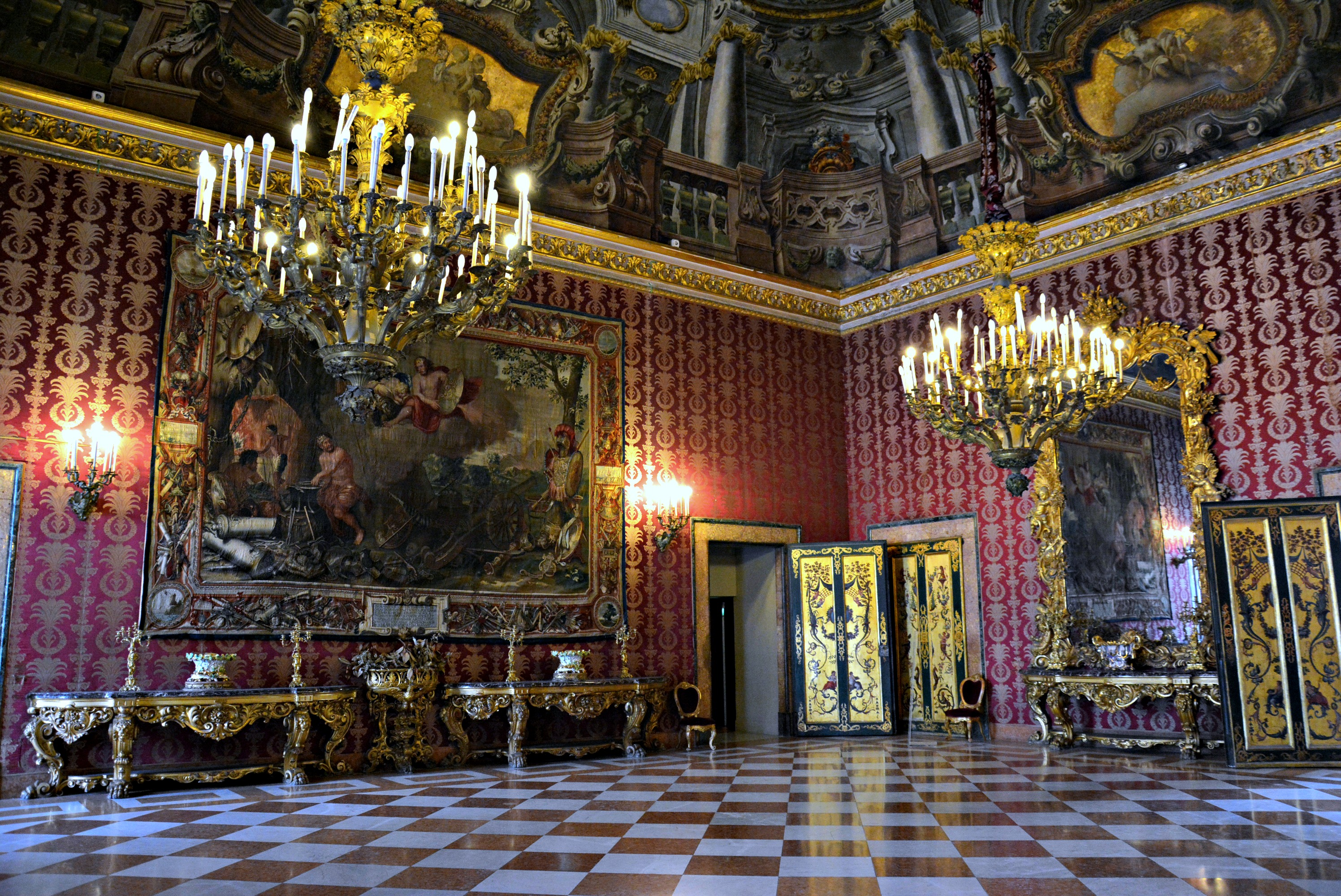
La sala II, ossia la prima Anticamera

Sala III. La Saletta Neoclassica viene così chiamata per lo stile, in chiaro gusto neoclassico, con cui è decorata: venne disegnata da Gaetano Genovese. Alle pareti diverse pitture tra cui Scalone di Palazzo Reale con la partenza delle principesse borboniche dopo le nozze, di Antonio Dominici, e Cappella Reale di Napoli con le nozze di Maria Teresa e Maria Luisa di Borbone con Francesco II d'Asburgo e Ferdinando III di Lorena, evento celebrato il 12 agosto 1790, oltre a diverse pitture a tempera su carta, appartenute a Maria Isabella di Borbone-Spagna, opera di Anton Hartinger e Franz Xaver Petter. In una nicchia dell'esedra è posta una statua in marmo risalente al 1841 di Giovanni De Crescenzo, raffigurante una Ninfa alata.
Sala IV. La Seconda Anticamera conserva al soffitto la decorazione in affresco originale del periodo vicereale: in stile manieristico, l'opera raffigura i successi degli spagnoli, in particolare i fasti di Alfonso V d'Aragona, stesso tema che si ritrova in alcuni palazzi romani costruiti dallo stesso Fontana per papa Sisto V. Dipinti da Belisario Corenzio, intorno al 1622, con gli aiuti della sua bottega, gli affreschi, i cui titoli sono trascritti sulle varie cornici, raffigurano in successione: Alfonso entra in Napoli, Cure per le arti e le lettere, La città di Genova offre le chiavi ad Alfonso il Magnanimo, Consegna ad Alfonso dell'ordine del Toson d'oro e Investitura reale di Alfonso. Alle pareti sono esposti dipinti del Seicento come Vestizione di sant'Aspreno, opera di Massimo Stanzione. L'arredamento è organizzato con una console di manifattura napoletana del 1780, poltrone e specchiere del XIX secolo, e altri arredi in stile Impero portati dalla famiglia Murat, oltre a vasi a orologio e candelabri del bronzista Pierre-Philippe Thomire e vasi di porcellana cinese del XIX secolo, dono di Nicola I di Russia a Ferdinando II, in occasione di un suo viaggio a Napoli nel 1845.

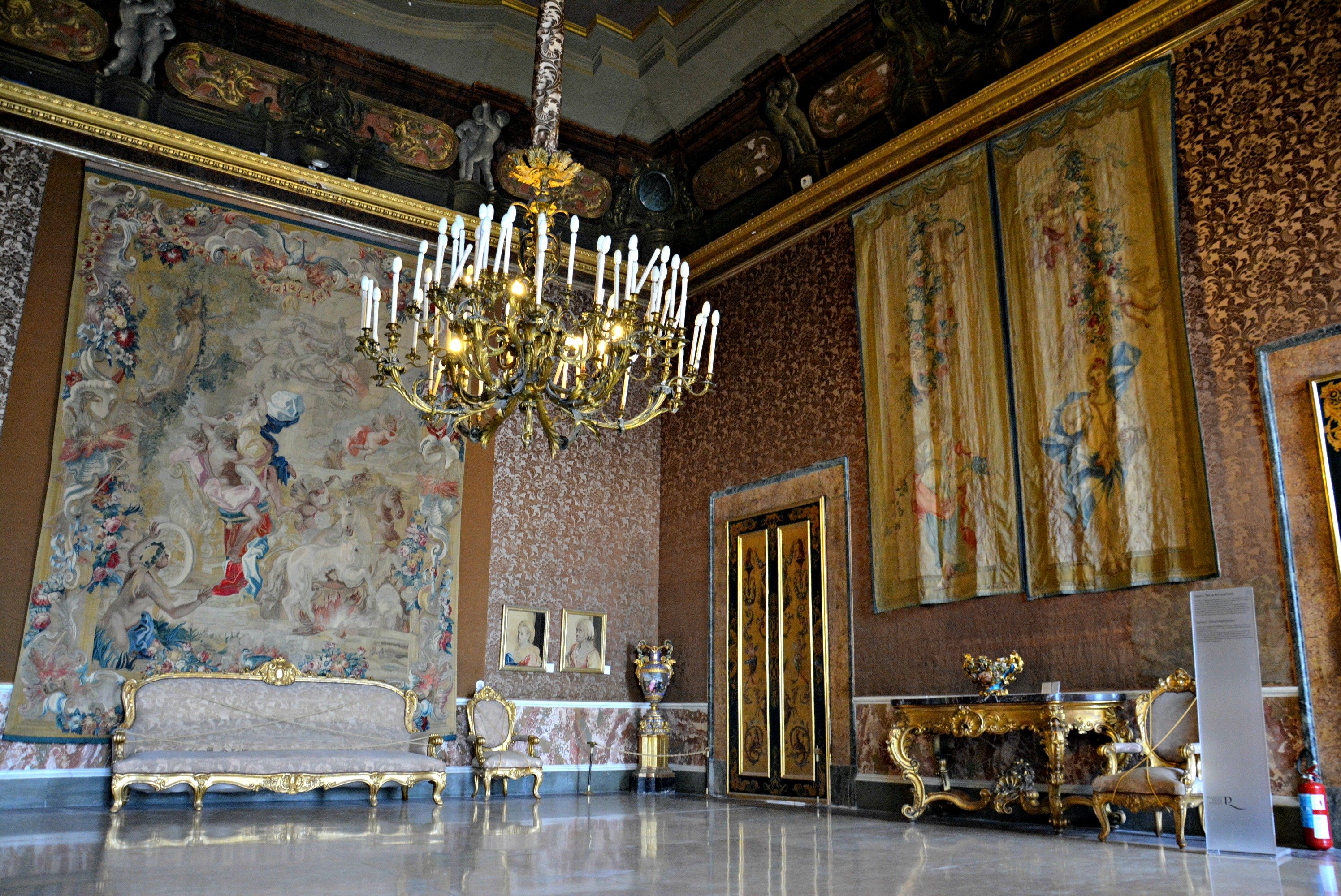
La sala V, ossia la Terza Anticamera

Sala V. La Terza Anticamera ha un soffitto decorato con un affresco di Giuseppe Cammarano, Pallade che incorona la Fedeltà, realizzato nel 1818, poco dopo il ritorno sul trono del regno delle Due Sicilie di Ferdinando I, evento a cui l'opera si ispira. Le pareti sono decorate con una serie di arazzi di manifattura napoletana tra cui Ratto di Proserpina di Pietro Duranti, risalente al 1762 su cartone preparatorio di Girolamo Starace Franchis, consigliato da Luigi Vanvitelli, e altri quattro, due di Sebastiano Pieroni, Testa di vecchio e Testa di Vecchia, uno di Antonio Rispoli, Ritratto di giovani donne col manto blu, e uno di Gaetano Leurie, Figura di donna con orecchini pendenti. Completano le pitture Ritratto di dama di Nicholas Lanier e Lot e le figlie di Massimo Stanzione. L'arredamento è in stile barocco e neorococò composto da consolle e specchiere della seconda metà del XIX secolo; tra le suppellettili: vasi di porcellana francese del XIX secolo decorati con figure bibliche e di danzatrici pompeiane, opera di Raffaele Giovine, lo stesso che ha dipinto altri due vasi, del 1842, di manifattura di Sèvres, posti su colonnine e decorati con scenette e motivi floreali.

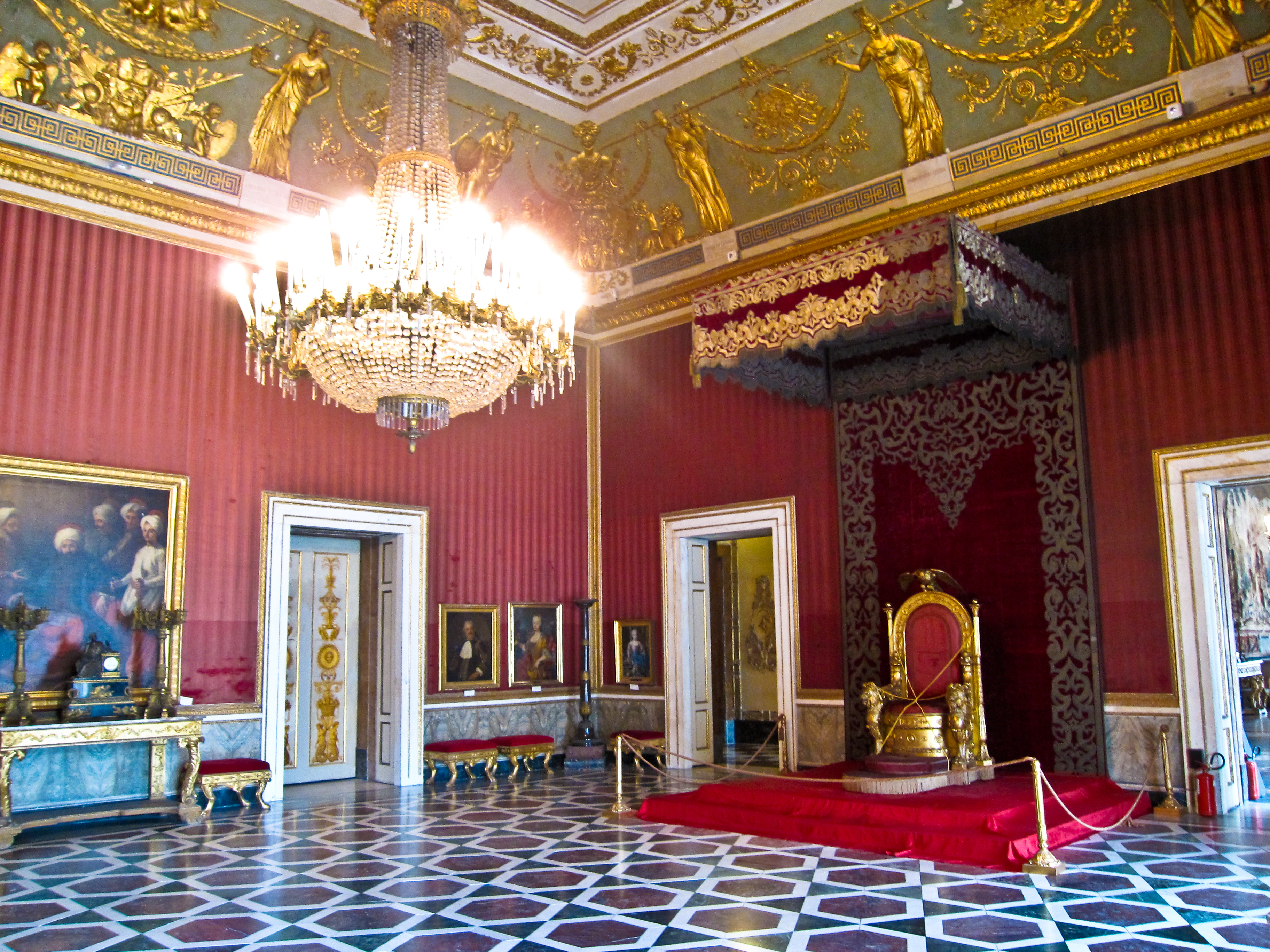
La sala VI, ossia la Sala del Trono

Sala VI. La Sala del Trono è stata più volte modificata nel corso degli anni a seconda delle varie dominazioni che si sono succedute alla guida del regno napoletano. Il soffitto è impreziosito con una serie di figure femminili con corone murate ritraenti le Quattordici provincie e le Onorificenze del regno delle Due Sicilie, realizzato nel 1818; completano la decorazione degli stucchi disegnati da Antonio De Simone ed eseguiti da Valerio Villareale e Domenico Masucci. Originariamente le pareti erano rivestite da un paramento in velluto rosso ricamato con gigli araldici, andato distrutto; successivamente sono state adornate con dipinti aventi per soggetti personalità della casa reale: Ferdinando I che dedica la basilica votiva di San Francesco di Paola, di Vincenzo Camuccini, Ferdinando IV e Maria Carolina d'Austria di Francesco Saverio Candido, realizzati intorno al 1790 e donati alla collezione del palazzo nell'aprile 2008 dalla fondazione Compagnia di San Paolo di Torino, e una serie di ritratti eseguiti da Giuseppe Bonito raffiguranti gli Ambasciatori turchi e tripolini, giunti a Napoli tra il 1740 e il 1741 per stipulare dei trattati politici e commerciali per una ripresa degli scambi nel mar Mediterraneo, e ancora Maria Antonia di Baviera e principessine, disegnato a pastello, e Elettori di Sassoni, replica settecentesca di Anton Raphael Mengs. Caratteristica della sala è ovviamente il trono: si tratta di una sedie in stile impero del 1850, in legno intagliato e dorato, decorato con alcuni elementi che rimandando alla restaurazione borbonica come sottobraccioli a forma di leone a mo' di effetto scultoreo o delle rosette che compaiono anche nel trono di Napoleone Bonaparte disegnato da Charles Percier e Pierre-François-Léonard Fontaine o quello della reggia di Versailles, conservato al Victoria and Albert Museum di Londra. Il trono è contornato da un baldacchino del XVIII secolo in velluto cremisi e galloni dorati, ornato con nastri intrecciati che proviene dal Palazzo dei Normanni di Palermo; si completa con un coronamento con aquila e stemma sabaudo del periodo dopo l'unificazione d'Italia. Il mobilio, in stile aulico, è di fattura napoletana e realizzato intorno al 1840, tra cui tre sedie del XVIII secolo in legno dorato e rivestite in velluto amaranto; risalgono al periodo del decennio francese quattro torciere in stile impero di manifattura di Sarreguemines, poste agli angoli della sala.
Sala VII. Il Passetto del Generale, a cui si accede tramite un corridoio decorato con stucchi in bianco e oro dalla Sala del Trono, venne sistemato tra il 1841 e il 1845 in stile neoclassico. Tra le tele esposte: Storie di Giuditta di Tommaso De Vivo, dipinti a soggetto sacro di artisti napoletani e uno di François Marius Granet; nella sala è ospitata una statua in legno di mogano e bronzo, appartenuta a Carolina Bonaparte, raffigurante Psiche, di Thomire. L'arredamento è composto da sgabello di fattura inglese del XVIII secolo, con zampe leonine e frontalmente adornate da riproduzioni di conchiglie.

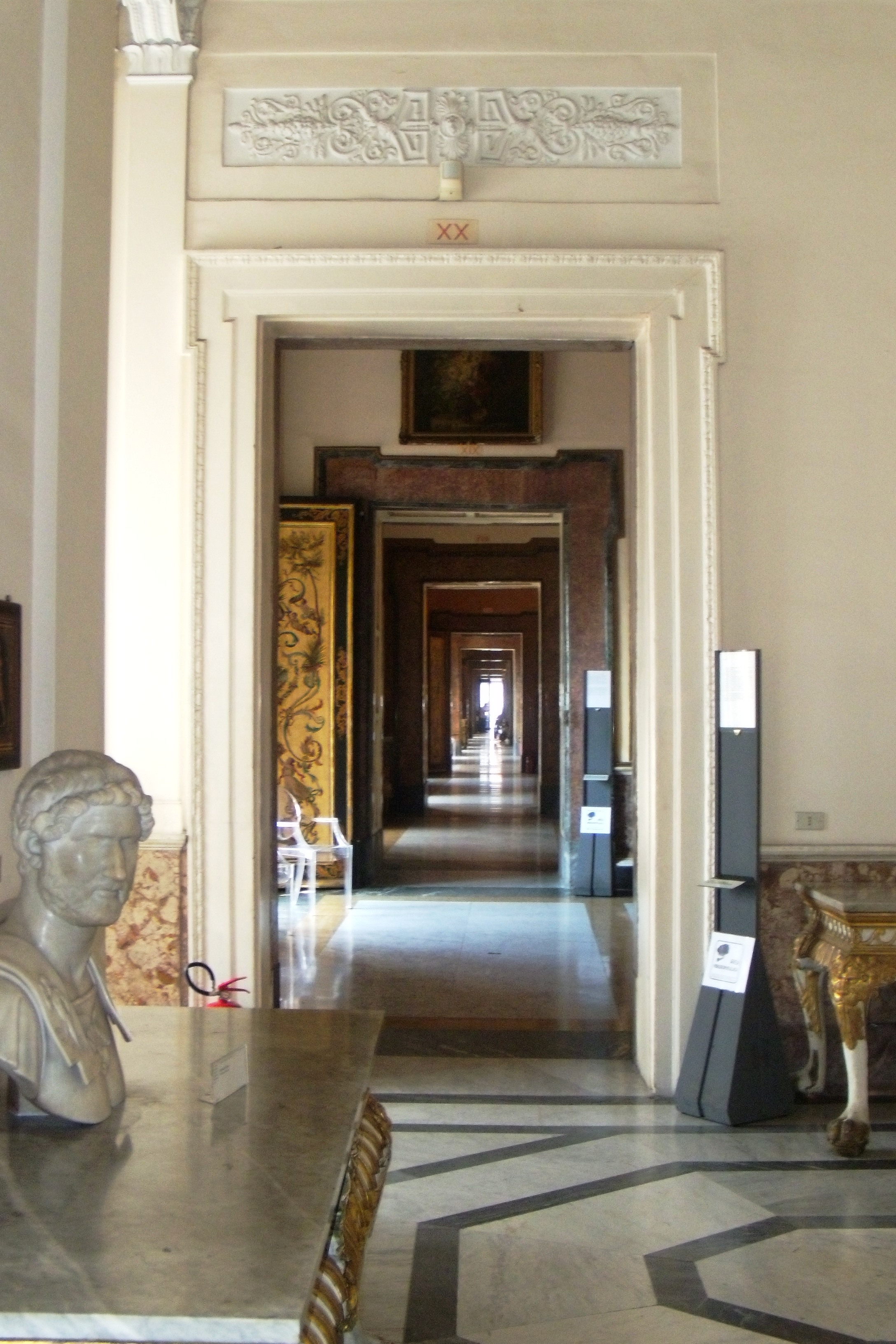
La successione delle sale

Sala VIII. In origine la sala era un corridoio di collegamento tra gli ambienti di rappresentanza e le stanze private, chiamata Gran Galleria, dov'erano custoditi numerosi dipinti: a seguito della decisione di Ferdinando II di trasferire, nel 1832, le opere al museo borbonico, l'ambiente venne destinato a stanza di rappresentanza, prendendo il nome di Salone degli Ambasciatori. Il soffitto è diviso in quattordici scomparti, separati da cornici in stucco dorato e intervallati da stemmi, in cui sono affrescate i fasti della casa reale spagnola e episodi della vita di Ferrante d'Aragona: Partenza di Marianna d'Austria da Finale Ligure, Ingresso di Marianna d'Austria in Madrid, Matrimonio di Marianna d'Austria con Filippo III di Spagna, Guerra contro Luigi XII di Francia, Spagnoli soccorrono Genova assediata dai francesi, Guerra contro Alfonso del Portogallo, Battaglia contro i Mori sulle montagne di Alpuxarras, Battaglia contro i Mori di Granata, Conquista delle Canarie, Entrata trionfante di Ferrante d'Aragona in Barcellona, Cacciata degli Ebrei dalla Spagna, Giuramento di fedeltà dei Siciliani a Ferrante, Scoperta del Nuovo Mondo e Incontro di san Francesco di Paola con Ferrante d'Aragona. Queste pitture, realizzate nel terzo decennio del Seicento, sono attribuite a Belisario Corenzio e alla sua bottega con gli aiuti di Onofrio e Andrea De Lione, eccetto quelle dedicate a Marianna d'Austria, attribuita a Massimo Stanzione, posteriori al 1640. Ai quattro angoli del soffitto sono posti gli stemmi borbonici, anche se durante i lavori di restauro sono ricomparsi, al di sotto di questi, gli emblemi di Fernando Ruiz de Castro, committente dell'opera. Le pareti ospitano una serie di arazzi: due di Louis Ovis de la Tour, Allegoria del Mare e Allegoria della Terra, mentre altri due sono di manifattura Gobelins, con tema Storia di Enrico IV, risalenti al 1790 e acquistati come prototipi per una serie di arazzi da tessere a Napoli e destinare alla Reale tenuta di Carditello. Tra il mobilio, una console in stile impero del 1840 sulla quale sono posti due orologi di epoca napoleonica, decorati rispettivamente con l'Allegoria del tempo e il Genio delle Arti.
Dal Salone degli Ambasciatori si passa a una serie di ambienti con vista mare: da qui originariamente era possibile accedere a un corpo di fabbrica chiamato Belvedere, demolito durante i lavori di ristrutturazione del Genovese, e al giardino pensile. Le stanze vista mare erano private, anche se con l'ascesa al torno di Ferdinando II furono trasformate in stanze di rappresentanza e gli appartamenti privati spostati al piano superiore.
Sala IX. La Sala di Maria Cristina, prima moglie di Ferdinando II, è anche ricordata con il nome di "stanza dove il re di veste", in quanto era, come primo utilizzo, ambiente privato prima di Carlo, poi di Ferdinando, o anche come sala dei Ministri: tuttavia già durante il XIX secolo aveva perso la sua funzione privata, diventando stanza di rappresentanza con il nome di Sala dei Ministri. Affacciata sul giardino pensile e di conseguenza sul mare, la sala subì notevoli danni durante la seconda guerra mondiale, quando, a seguito dell'occupazione americana, perse la decorazione pittorica del soffitto dov'era affrescata Aurora di Francesco De Mura, risalente al 1765. I dipinti che decorano la sala sono di soggetto sacro e risalgono al XVI e al XVII secolo come Madonna con Bambino e Madonna con Bambino e san Giovannino, attribuite a Pedro de Rubiales, ispirato a Filippino Lippi, Circoncisione di Gesù, della scuola di Ippolito Scarsella, e Strage degli Innocenti, di Andrea Vaccaro. Il mobilio è degli anni quaranta del XIX secolo e tra le suppellettili si ritrovano due vasi in porcellana della manifattura di Sèvres, decorati da Jean-Baptiste-Gabriel Langlacé con Stagioni, dono di Carolina di Borbone-Due Sicilie a Francesco I nel 1830, e due orologi, uno con immagine di Donna africana, risalente al 1795, l'altro ritraente Giovanni II di Valois e Filippo l'Ardito.
Sala X. L'Oratorio è un piccolo vano che si apre accanto alla Sala di Maria Cristina: alle pareti sono esposte cinque tele del 1760, precedentemente custodite all'interno della cappella reale di Capodimonte, tutte aventi come tema la Natività, opera di Francesco Liani, pittore di corte durante il regno di Carlo di Borbone. Al centro della stanza è un altare in legno del XIX secolo e sul suo retro un sarcofago in rame argentato che ha custodito le spoglie di Maria Cristina di Savoia, morta di parto nel 1836 per dare alla luce Francesco II delle Due Sicilie e sepolta all'interno della basilica di Santa Chiara: la regina è stata poi beatificata.
Sala XI. La Sala del Gran Capitano è così chiamata per il ciclo di affreschi, Storie di Consalvo di Córdoba, di Battistello Caracciolo che si trova nella volta a padiglione che ha come tema episodi della conquista spagnola del regno di Napoli da parte di Gonzalo Fernández de Córdoba, chiamato appunto Gran Capitano. I dipinti esposti alle pareti provengono dalla collezione Farnese e in particolare: Pier Luigi Farnese, attribuito a Tiziano, una serie di epigrammi figurati opera di Otto van Veen, e ancora un arazzo proveniente dal demolito lato del Belvedere, precisamente dalla camera da letto del re, con l'Allegoria della Castità, tessuto nel 1766 in lana e seta con l'inserto di fili d'argento e argento dorato: l'arazzo deriva da un'idea di Luigi Vanvitelli e Ferdinando Fuga, il cartone preparatorio è di Francesco De Mura, mentre la realizzazione è di Pietro Duranti. Il mobilio risale al XVIII secolo, periodo in cui la sala venne trasformata in un boudoir, con consolle e divani in stile Luigi XVI, intagliati da artigiani napoletani.

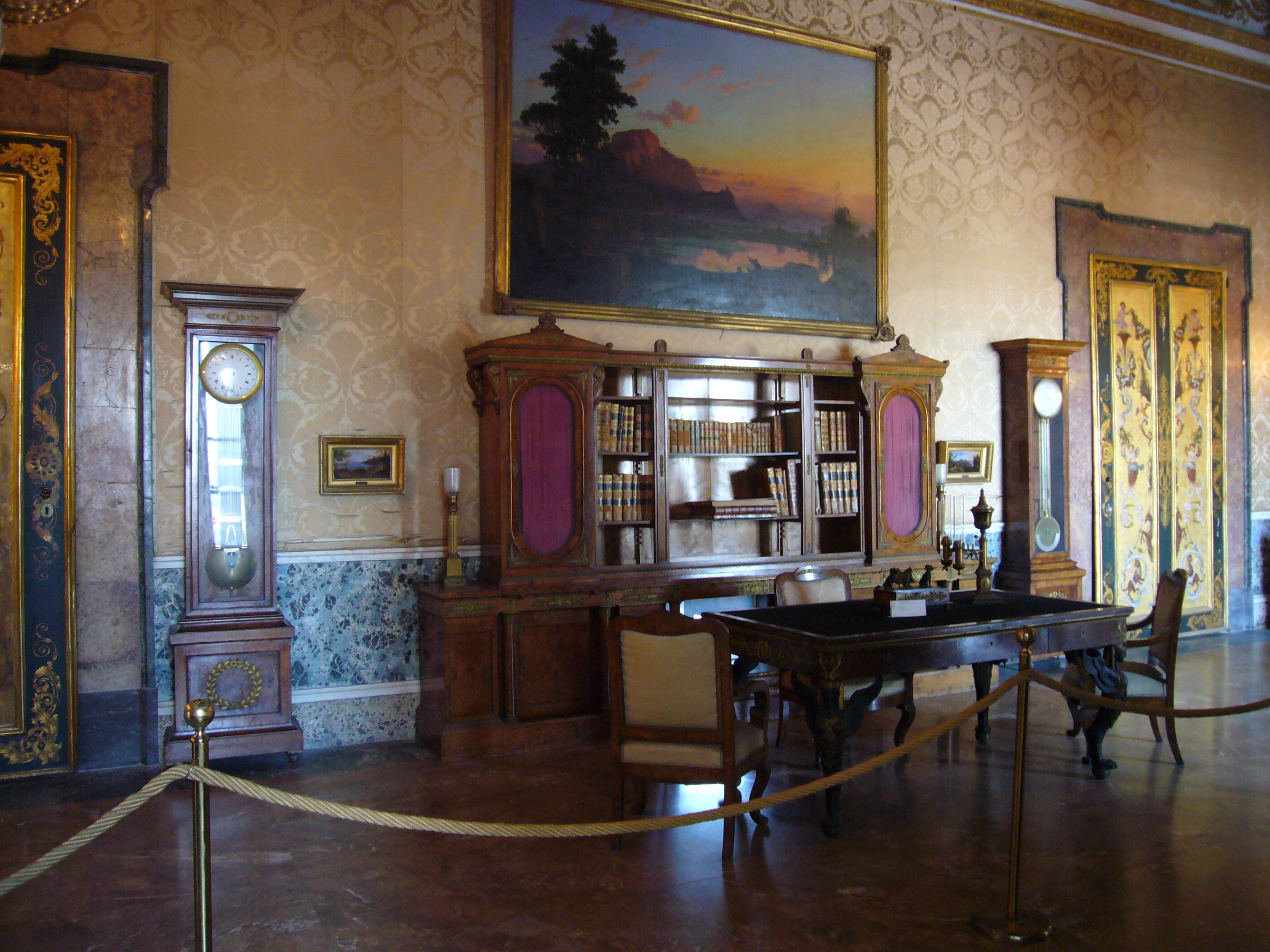
Sala XIII, ossia lo Studio del Re

Sala XII. La Sala dei Fiamminghi, in stile neogotico, ha un soffitto decorato con affreschi realizzati nel corso dei lavori di ampliamento del palazzo tra il 1838 e il 1858: l'opera, Tancredi rimanda Costanza all'imperatore Arrigo VI, è di Gennaro Maldarelli; dipinta nel 1840, è contornata dagli stemmi delle quattro province napoletane. L'ambiente è così chiamato per via delle numerose pitture fiamminghe che lo adornano: risalenti al XVII secolo, vennero acquistate da Domenico Venuti per Ferdinando I delle Due Sicilie nel 1802 a Roma. Tra quelle esposte: Ritratto di flautista di Alexis Grimou, Ritratto di gentiluomo di Bartholomeus van der Helst, Ritratto di Giovinetta di Ludolf de Jongh, Avari, che proviene dalla collezione Farnese, di Marinus van Reymerswaele, Canonichessa di Nicolaes Maes, Ritratto di Oliviero Cromwell di ignoto fiammingo del XVIII secolo, Ritratto di gentiluomo, Ritratto di gentildonna e Ritratto di magistrato, tutti di Abraham van den Tempel, e Ritratto di cardinale attribuito a Giovan Battista Gaulli. Tra le suppellettili si trova un orologio del 1730 di Charles Clay, con all'interno un rullo metallico che azionava un piccolo organo, il quale, chiudendo e aprendo delle canne, era in grado di produrre dieci musiche diverse, e una fioriera con gabbietta per uccelli, di manifattura Popov di Gorbunovo a Mosca, con vedute delle residenze russe, donata a Ferdinando II durante il viaggio a Napoli nel 1846 dello zar Nicola I.
Sala XIII. Lo Studio del Re ha un soffitto a ramages dipinto con tempera su intonaco, con la raffigurazione dello Sbarco di Ruggero il Normanno a Otranto, di Gennaro Maldarelli. Il mobilio, realizzato durante l'età murattiana, è composto da una scrivania, commode e bonheur du jòur, commissionati a Adam Weisweiler di Parigi e originariamente destinati alla residenza napoleonica del Quirinale a Roma, prima di essere ceduti a Carolina Bonaparte per il regno di Napoli; i mobili sono decorati con applicazioni in bronzo di Pierre-Philippe Thomire. Tra le suppellettili: due vasi in porcellana di Sèvres, del 1817, decorati con ritratti di Luigi XVIII di Francia e Carlo conte di Artois, impreziositi da gigli araldici e altri simboli della restaurazione, dono della Francia ai Borbone, un orologio e un barometro entrambi francesi e del 1812, e una libreria, superstite della Biblioteca Reale, la quale è stata annessa alla Biblioteca nazionale nell'ala orientale del palazzo tra il 1920 e il 1925.
Sala XXIX. La sala delle Guardie del Corpo è decorata con un arazzo ritraente l'Innocenza, uno dei primi a essere tessuti dalla Reale Arazzeria di Napoli, e con il ciclo di arazzi Allegoria degli Elementi, tessuto tra il 1740 e il 1746, che si ispirava a quelli dell'Arazzeria Granducale di Firenze. Il mobilio è di epoca murattiana; tra le suppellettili: sgabelli con gambe a spade incrociate, un orologio di Bailly con scultura di Thomire, raffigurante la Meditazione, del 1812, e, su una consolle, un busto in cera della regina Maria Carolina d'Austria.

#### Appartamento della regina

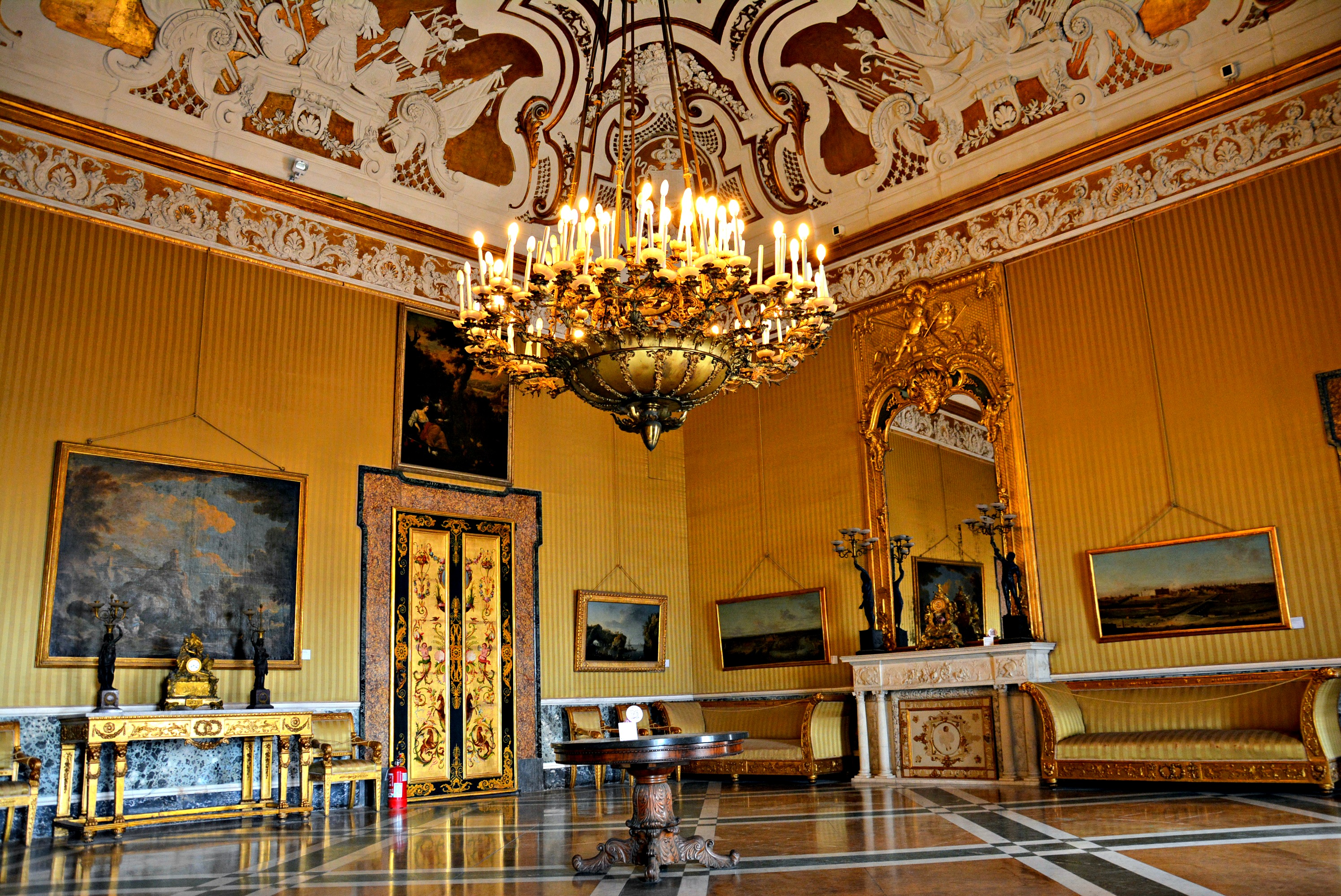
La sala XV, ossia il Terzo Salotto della Regina

Sala XIV. La sala è il Quarto Salotto della Regina. Le decorazioni del soffitto, opera di Giovanni Battista Natali, in classico stile rococò, risalgono al tempo del regno di Carlo di Borbone: si tratta di stucchi in bianco e oro con l'aggiunta di figure quali colombe, simbolo della fedeltà coniugale, amorini che scoccano frecce d'amore, ippogrifi e vasi con fiori. Alle pareti quadri di scuola napoletana del XVII e XVIII secolo, tra cui Orfeo e le Baccanti e Incontro di Rachele e Giacobbe, di Andrea Vaccaro e due tele di Luca Giordano provenienti dalla chiesa di Santa Maria del Pianto. I mobili vennero commissionati da Gaetano Genovese ad artigiani locali tra il 1840 e il 1841, durante la trasformazione dell'ambiente in appartamento della regina; sul camino è posto un orologio inglese con carillon, risalente al XVIII secolo, mentre il piano del tavolo è in pietre dure, creato dall'Opificio delle pietre dure di Firenze e dono di Leopoldo II di Toscana a Francesco I.
Sala XV. Il Terzo Salotto della Regina fu allestito nel 1840, in quanto, in precedenza, era una camera privata di Carlo di Borbone: proprio al suo regno, nel periodo precedente la sua partenza per la Spagna, avvenuta nel 1759, si devono le decorazioni del soffitto, in stucchi in bianco e oro, con raffigurazioni di trofei d'armi, elmi, stendardi e alabarde. La sala è denominata anche dei Paesaggi in quanti sono esposti dipinti che vanno dal XVI al XIX secolo e che hanno appunto come tema quello dei paesaggi; tra gli artisti si riconoscono: Pieter Mulier, Antonio Joli e le sue raffigurazioni di palazzi reali spagnoli, Jakob Philipp Hackert e la sua pittura di cronaca, Orazio Grevenbroeck con Porti di mare, Aniello de Aloysio con Posa della prima pietra della chiesa di San Francesco di Paola e Paolo Albertis con Entrata in Napoli di Ferdinando I. Il mobilio risale al 1840 ed è in stile neoclassico, così come il caminetto il quale riprende l'iconografia del mosaico della casa del Fauno a Pompei, raffigurante la battaglia tra Dario e Alessandro; al centro della sala è un tavolino in marmo e pietre tenere di Giovanni Battista Calì, con rappresentazione di Napoli dal mare e Ferdinando II in abiti militari.

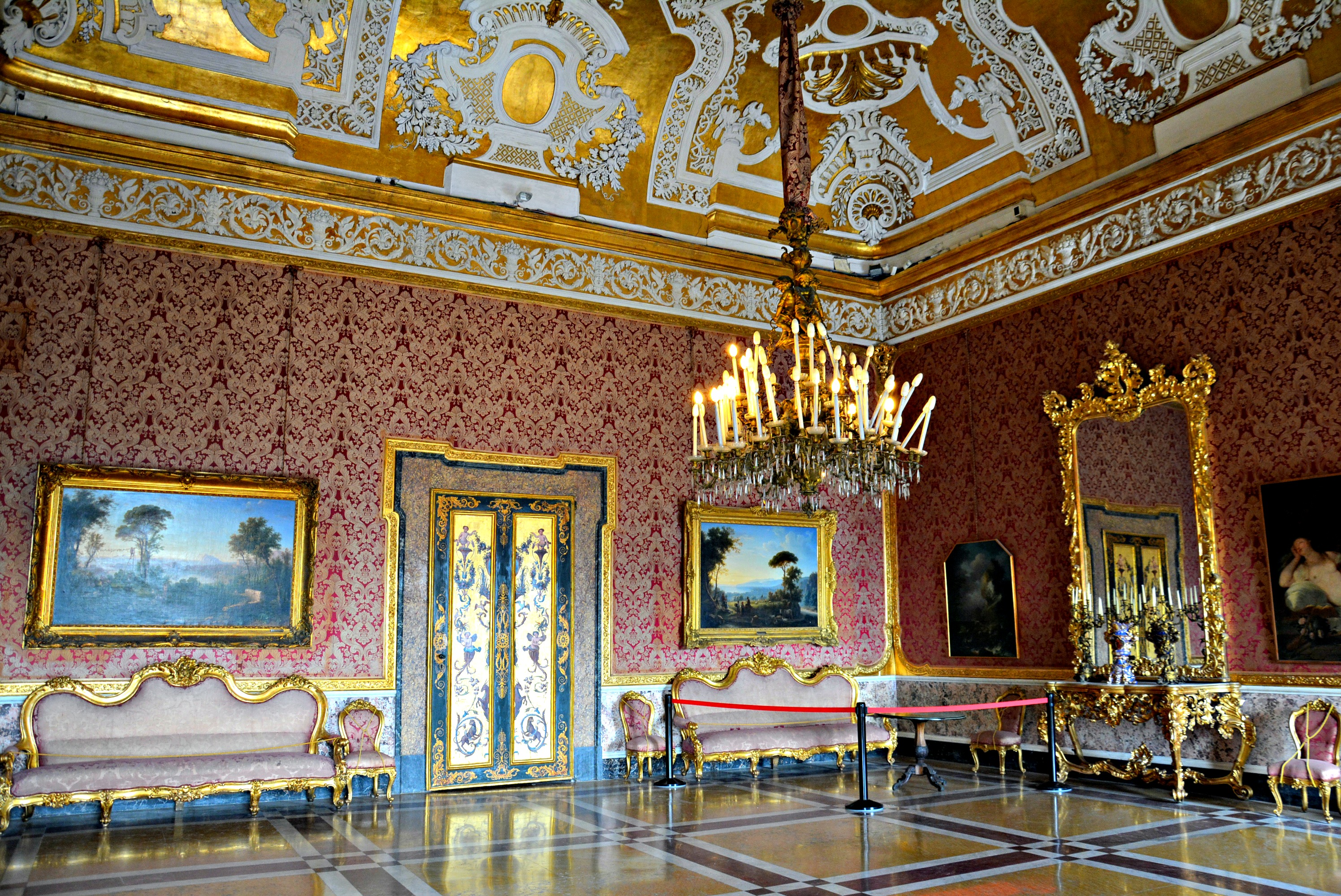
La sala XVI, ossia il Secondo Salotto della Regina

Sala XVI. Il Secondo Salotto della Regina conserva intatta la decorazione del soffitto, risalente al XVIII secolo, in stucco bianco e oro, in stile rococò. Alle pareti sono posti dipinti come Venere, Amore e un satiro e Battaglia di Orazio Coclite di Luca Giordano, collocati alla fase barocca del pittore, Perseo e Andromeda e Ratto di Europa di Ilario Spolverini, due raffigurazioni di battaglie di Pietro Graziani, Naufragio fantastico di Leonardo Coccorante, e due tele con lo stesso tema, Notturno con incendio di Troia, attribuite a Diego Pereira. Il mobilio, in legno intagliato, risale alla sistemazione voluta dalla dinastia dei Savoia alla fine del XIX secolo, mentre il caminetto in marmo risale all'epoca del Genovese.
Sala XVII. Nel Primo Salotto della Regina il soffitto è stato realizzato durante i lavori di restauro del palazzo curati da Gaetano Genovese. Alle pareti dipinti del Seicento di scuola italiana, che si rifanno al caravaggismo, ed europea, appartenenti all'antica collezione del palazzo: Ritorno del figliuol prodigo di Mattia Preti, Orfeo di Gerard van Honthorst, San Gerolamo di Guercino, datato 1640, Disputa di Gesù tra i dottori di Giovanni Antonio Galli. Il mobilio, di manifattura napoletana, è composto da un divano definito stragrande e una console in bianco e oro voluti durante il riallestimento dei Savoia: si nota un orologio francese adorno con una statua in porcellana di Maria Stuarda, del 1840 circa.
Sala XVIII. Si tratta della Seconda Anticamera della Regina: le decorazioni in stucco bianco e oro del soffitto risalgono al periodo di Ferdinando II, mentre gli arredi sono di epoca murattiana, di fattura napoletana; caratteristico un vaso cinese del Settecento. Le pitture esposte nella sala appartengono alla collezione Farnese e sono perlopiù di artisti emiliani del Seicento: San Gioacchino e sant'Anna alla porta aurea di Gerusalemme e Bottega di San Giuseppe, entrambi di Bartolomeo Schedoni e probabilmente provenienti dalla chiesa di San Francesco a Piacenza, Sogno di san Giuseppe di Guercino, Madonna con Bambino e santi Agostino e Domenico di Giovanni Lanfranco, San Matteo e l'angelo di Camillo Gavasetti e Visione di san Romualdo di Pier Francesco Mola.

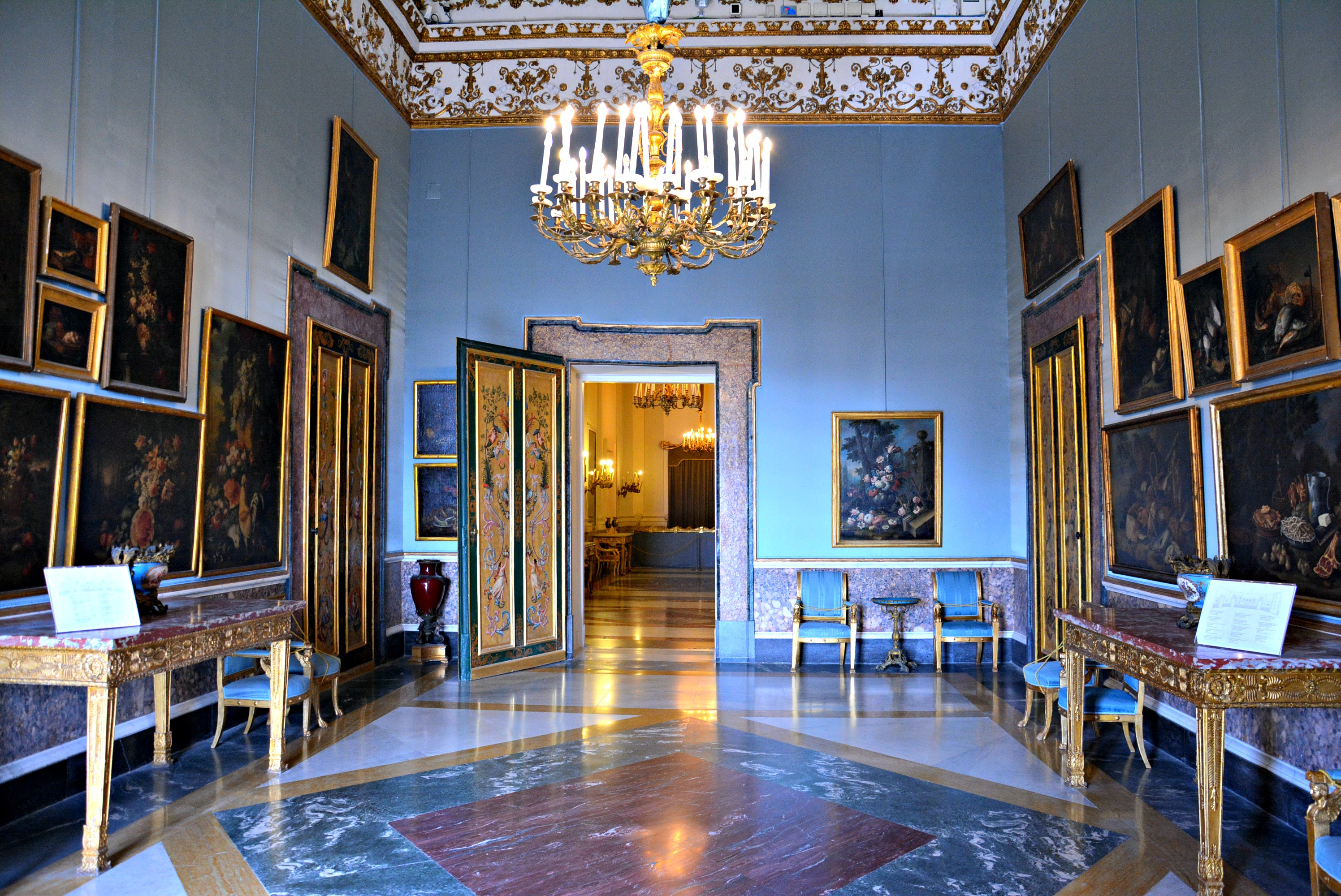
La sala XIX, ossia la Sala delle Nature Morte

Sala XIX. In origine era la Prima Anticamera dell'appartamento di etichetta della regina, per poi prendere il nome di Sala delle Nature Morte per il tema trattato nelle pitture esposte al suo interno: si tratta di opere risalenti al XVIII e al XIX secolo, di un genere, quelle delle nature morte, assai diffuso a Napoli e provenienti dalla casa di campagna e dalle residenze di caccia dei reali borbonici. Tra le opere, sulla sinistra: Natura morta con pappagallo e coniglio di Giovanni Paolo Castelli, due Natura morta di fiori e frutti di Gaetano Cusati, Natura morta con il gallo di Baldassarre De Caro, Vaso di fiori di Mansù Dubuisson, Natura morta con alzata di dolci e fiori e Frutti con vaso di peltro di anonimo. Sulla destra: Natura morta con allegoria della flora e putti di Gaetano Cusati, Pesci, crostacei e conchiglie in un paesaggio, Desco imbandito con torta rustica, piatto di maccheroni con la grattugia e pezzo di formaggio di Giacomo Nani, Natura morta con cacciagione, bistecche e piatto di torli d'uovo di Scartellato. L'arredamento è composto da consolle napoletane in stile impero del XIX secolo, vasi di porcellana di Sèvres in stile rococò e tavolino abbinato.
Sala XX. È il Vestibolo: si tratta di una sala a forma di esedra, in stile neoclassico, decorata con colonne e lesene, ed è direttamente collegata con la scala dei forestieri, oltre a condurre all'Appartamento di etichetta della regina. L'allestimento della sala risale al periodo intorno al 1860 a opera di Gaetano Genovese: la volta è stuccata in bianco e lungo le pareti sono presenti quattro nicchie nelle quali sono ospitate statue in gesso, copie di sculture romane. Sono inoltre esposte: una serie di incisioni che rielaborano vignette dei vasi greci appartenuti all'ambasciatore inglese a Napoli William Hamilton, realizzate da Johann Heinrich Wilhelm Tischbein tra il 1791 e il 1795, e tre tempere che riproducono pitture ritrovate negli scavi archeologici vesuviani, usate come immagini preparatorie per il volume Antichità di Ercolano esposte, del 1757 e 1792. Tra i pezzi di arredamento, in gusto Biedermeyer, un tavolino in bronzo e marmo, ornato con satiri che reggono conchiglie, le quali sono andate a sostituire i medaglioni con all'interno il ritratto della famiglia reale, ispirandosi a quelli ritrovati negli scavi di Pompei e dono della regina Isabella a Francesco I per il suo compleanno del 4 ottobre 1827. E ancora un orologio astronomico a forma di tempietto, un orologio francese di epoca napoleonica con smalti di Coteau, su una consolle Antinoo come Dioniso, busto in bronzo di Guglielmo Della Porta, Roma Aeterna, scultura in marmo di Pietro Tenerani, e Achille con il cimiero, scultura in marmo.

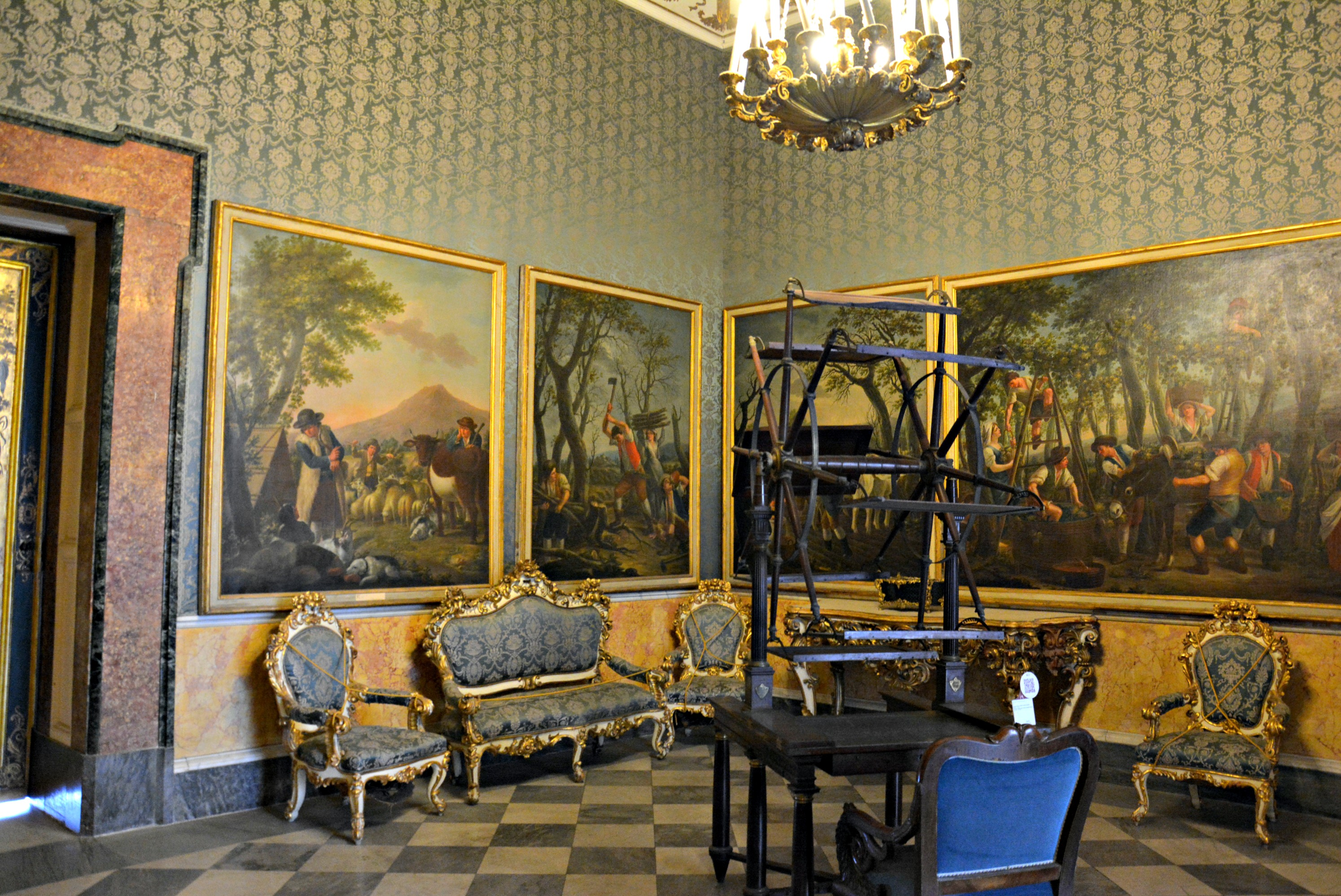
La sala XXIII

Sala XXIII. Si tratta di una retrostanza: presenta il soffitto in stile neoclassico su disegni del Genovese. Alle pareti sono esposte sei tele di Francesco Celebrano, provenienti dalla reggia di Carditello, aventi come tema le Stagioni e il lavoro nei campi. I mobili sono in stile barocco, tutti di fattura napoletana; al centro della sala un leggio rotante, realizzato da Giovanni Uldrich nel 1792, tipico dei monasteri: in un primo momento in biblioteca e utilizzato da Maria Carolina, questo leggio permetteva di consultare più libri contemporaneamente, posti su otto piani pensili, i quali potevano essere accostanti allo scrittoio girando una manovella.
Sala XXIV. La sala è dedicata a Don Chisciotte: al suo interno sono infatti custodite diciannove tele preparatorie, su trentotto realizzate, con tema Storie di Don Chisciotte, dipinte da artisti di corte come Giuseppe Bonito, Benedetto Torre, Giovanni Battista Rossi, Antonio Dominici e Antonio Guastaferro, mentre i disegni sovrapporte e le quinte furono realizzati da Gaetano Magri, Orlando Filippini e Giuseppe Bracci. Queste opere servirono come modelli per una serie di arazzi, voluti da Carlo III, tessuti tra il 1758 e il 1779 dalla Reale Fabbrica di Napoli, precisamente da Pietro Duranti, per la camera da letto del re alla reggia di Caserta e successivamente trasferiti al palazzo del Quirinale di Roma. L'opera fu voluta per completare un'altra serie di arazzi di manifattura Gobelins, con lo stesso tema, acquistata dal re e risalente agli anni trenta del XVIII secolo. I mobili risalgono al primo quindicennio del XIX secolo; le suppellettili comprendono due vasi in porcellana di Sèvres decorati da Etienne Le Guay con Allegoria della Musica e della Danza del 1822 e un centrotavola ad alzata in porcellana e ottone dorato, decorato alla base da una placchetta dipinta da Raffaele Giovine, con le regge di Napoli, Capodimonte e Caserta, donato a Ferdinando I dal Municipio di Napoli in occasione del dono della concessione della Costituzione nel 1848.

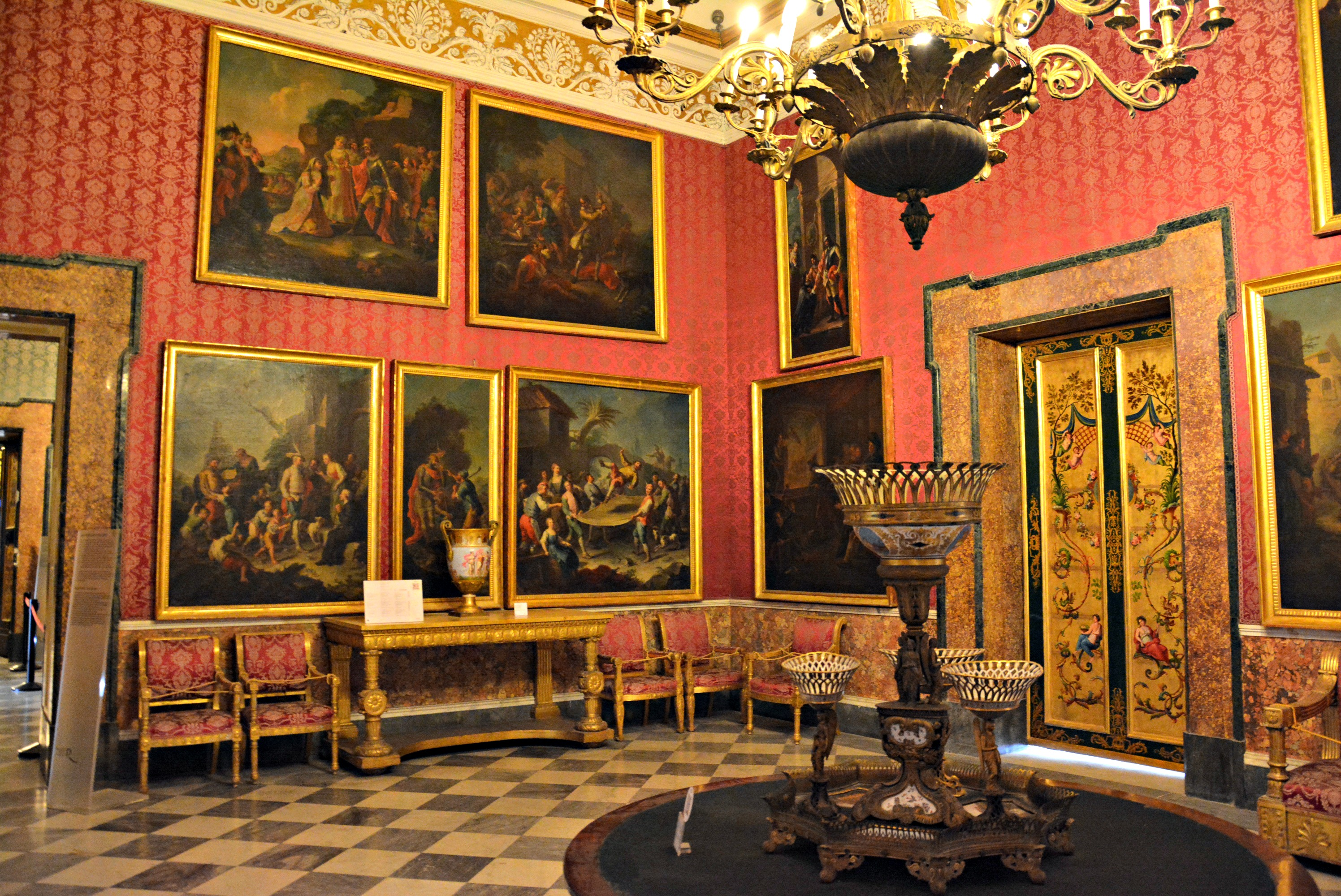
La sala XXIV, ossia la quella dedicata a Don Chisciotte

Sala XXV. Si tratta di una retrostanza anche se originariamente era parte dell'Appartamento privato della regina Maria Amalia: il soffitto presenta una decorazione in stucco bianco dorato a rete, risalente alla seconda metà del XVIII secolo. Alle pareti sono apposte tele di pittori attivi a Napoli nel XIX secolo che hanno come tema paesaggi e scene come Marina di Salvatore Fregola, presente in tre esemplari, Piazza San Marco di Frans Vervloet del 1837, Tasso al convento di Sant'Onofrio e Morte di Tasso entrambe di Franz Ludwig Catel del 1834, Paesaggio con castello di Achille Carrillo, Pescatorelli di Orest Kiprenskij del 1829 e una serie di tele di Pasquale Mattej che documentano aspetti del folklore e della storia delle regioni del regno di Napoli. Oltre ai dipinti anche una serie di arazzi come quello raffigurante l'Innocenza, di Pietro Duranti su cartone preparatorio di Giuseppe Bonito, e panni più antichi, realizzati dalla Reale Arazzeria tra il 1746 e il 1750, come Allegoria dell'Aria, dell'Acqua e della Terra di Domenico Del Ross, che si rifacevano sia per tecnica sia per soggetti all'Arazzeria granducale di Firenze. Il mobilio è composto da oggetti d'arredo provenienti dallo studio di Palazzo Pignatelli di Monteleone, donati al palazzo reale nel 1993 per volontà di Nicola Jannuzzi e Olga Guerrero de Balde: questo è composto da una scrivania e una libreria di fattura francese degli anni trenta del XIX secolo appartenute a René Ilarie Degas, e con Ritratto di Therèse Aurore Degas di Joseph-Boniface Franque. Si aggiungono consolle inglesi del XVIII secolo, dipinte in bianco e oro, e sgabelli con piedi di capra risalenti al periodo murattiano; tra le suppellettili un busto in cera di Maria Carolina d'Asburgo, attribuito a Joseph von Deym.
Sala XXVI. Primo passetto, ossia una sorta di ambiente di passaggio con ai lati le stanze della regina, nel XIX secolo divenne una retrostanza, utilizzata come cappella: nel 1990, durante un restauro che ne ripristinò le antiche forme, è stata tolta la controsoffittatura, rimettendo alla luce un affresco raffigurante l'Allegoria dell'Unione Matrimoniale, dipinto in occasione delle nozze tra Carlo III di Borbone e Maria Amalia di Sassonia nel 1738, opera di Domenico Antonio Vaccaro, come testimoniato dalla firma e della data sull'affresco e dalle richieste di pagamento dell'artista nel 1739. In stile manieristico e rococò, l'opera venne coperta intorno al 1837 quando le stanze private furono trasferite al secondo piano. I dipinti sono a soggetto letterario e romantico, come Inferno dantesco di Tommaso De Vivo e Tasso a Sorrento di Beniamino De Francesco. Tra il mobilio un tavolino in tarsia sorrentina.
Sala XXVII. L'Alcova di Maria Amalia di Sassonia comunica direttamente con i passetti e la camera da letto: il soffitto è stato decorato nel corso del XIX secolo con stucchi, ricoprendo i precedenti affreschi realizzati nel 1739 da Nicola Maria Rossi ed evidenziati tramite saggi. I vari quadri esposti nella sala trattano in generale di un tipo di pittura narrativa del costume napoletano: Due pescatorelli di Orest Adamovič Kiprenskij e presentato nell'Esposizione Napoletana del 1829, Brigantessa ferita di Luigi Rocco del 1837, Benedizione pasquale di Raffaele D'Auria, e Pescatore addormentato, di Salvatore Castellano.
Sala XXVIII. La sala è un passetto.
Sala XXXIV. Si tratta del Boudoir della Regina: con l'abbattimento della controsoffittatura è stato rimesso in luce un affresco raffigurante l'Allegria della Maestà Regia con la Pace, la Fortuna e il Dominio di Domenico Antonio Vaccaro. Sulle pareti sono posti una serie di quadretti cinesi ad acquerello, disegnati a Canton nella metà del XVIII secolo, in origine esposti alla reale villa Favorita di Resina e giunti a Napoli forse sotto forma di album: i disegni riproducono i temi trattati in un testo cinese, il Gengzhitu, come la coltura del riso, la produzione di porcellana, la manifattura della seta. Inoltre sono presenti le raffigurazioni di un Mandarino e Dama cinese a grandezza naturale, opera di Lorenzo Giusto del 1797, sempre proveniente da villa Favorita. Tra le suppellettili: vasi da notte e toletta, servizi da scrittoio, metrici della Reale Stamperia, frammenti di pavimentazione, una scrivania in granito e marmo dalla forma ellittica e un tavolo in porfido.

#### Galleria e Salone d'Ercole

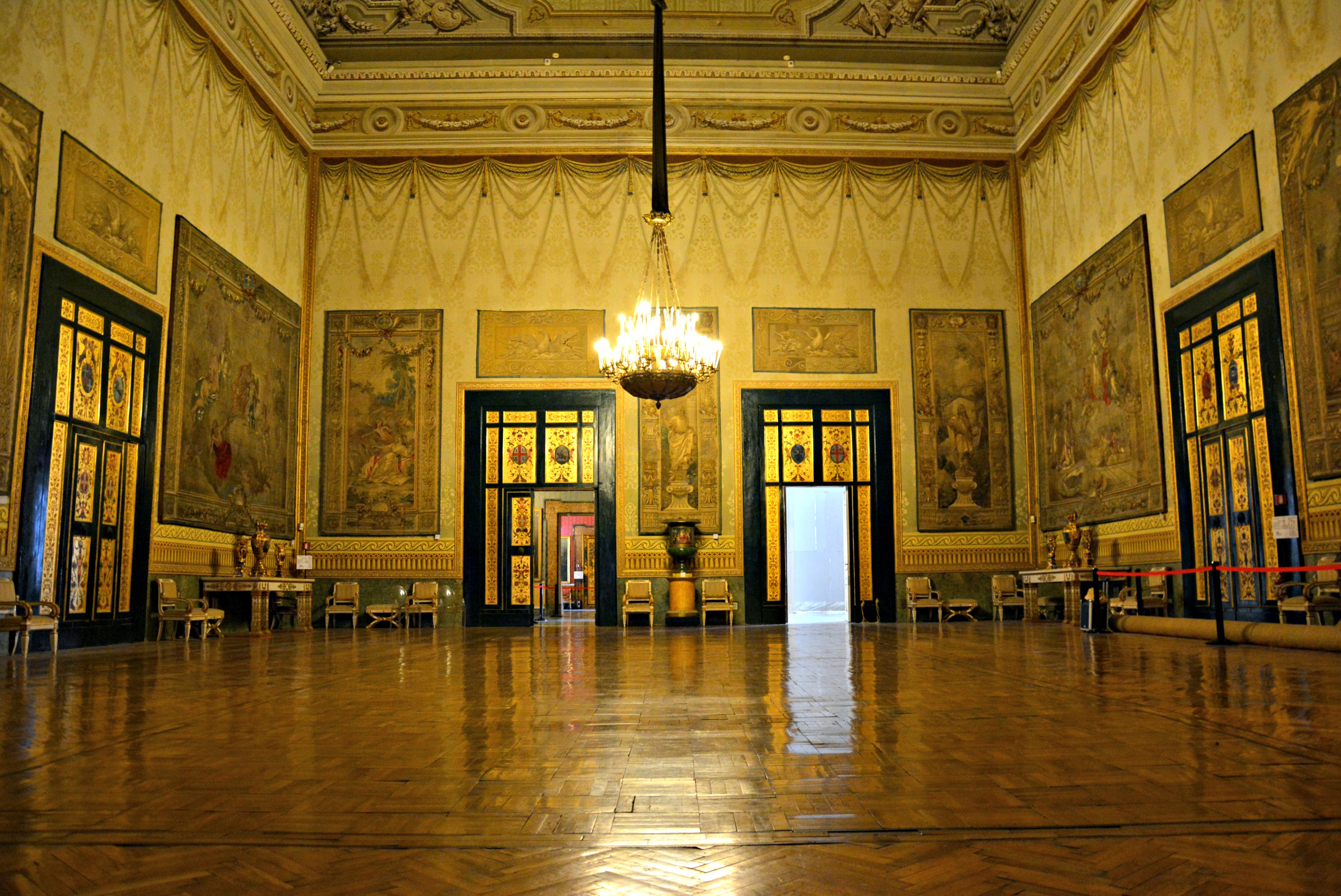
La sala XXII, ossia il Salone d'Ercole

Sala XXI. La sala è denominata Galleria e si affacciata direttamente sul cortile delle carrozze: gli specchi alle pareti sono incastonati in lesene di gusto neoclassico, mentre il mobilio è composto da consolle di fine Settecento in bianco e oro, oltre a poltroncine risalenti al periodo del decennio francese, un centrotavola in bronzo dorato e porcellane francesi del XIX secolo.
Sala XXII. In origine era denominata Sala dei Viceré in quanto ospitava i ritratti dei vari viceré, dipinti da Massimo Stanzione e Paolo De Matteis: trasformata in seguito in salone da ballo nel XIX secolo, durante il periodo murattiano assunse la definitiva denominazione di Salone d'Ercole poiché, a seguito del suo riallestimento, fu ornata con copie in gesso delle sculture della collezione Farnese, tra cui quella dell'Ercole Farnese. L'ambiente è stato poi riallestito durante il regno dei Savoia e ristrutturato nel 1956 a seguito dei danni subiti durante i bombardamenti della seconda guerra mondiale, con la ricostruzione del soffitto. La decorazione alle pareti è garantita da una serie di arazzi, sistemata in loco alla fine del XIX secolo, prodotta dalla Reale Fabbrica di Napoli in stile rococò e neoclassico tra il 1783 e il 1789, con tema Storie di Amore e Psiche, prendendo spunto dalla favola di Apuleio, e realizzati da Pietro Duranti su cartoni preparatori di Fedele e Alessandro Fischetti. Il pavimento è in larga parte ricoperto da un tappeto di manifattura francese della seconda metà del XVII secolo e già descritto nell'inventario del mobilio di Luigi XIV di Francia: si trovava infatti all'interno della Savonnerie del Louvre e fu successivamente portato a Napoli da Murat; presenta decorazioni di elementi vegetali e animali a cui si aggiungono le quattro parti del mondo e le insegne di Francia e Navarra. Le consolle in stile neoclassico provengono dalle Anticamere, mentre le suppellettili sono un orologio decorato con Atlante che regge il globo terrestre, opera di Isaac Thuret e cassa di André-Charles Boulle, un vaso in porcellana verde di Sèvres con vignetta raffigurante Omero tra i vasai di Samo, di Antoine Béranger e donato a Francesco I nel 1830, e due vasi della manifattura di Limoges, dipinti a Napoli da Raffaele Giovine, con vignette che illustrano il momento dell'abdicazione di Carlo di Borbone in favore di Ferdinando IV, datato 1847.

#### Cappella Palatina

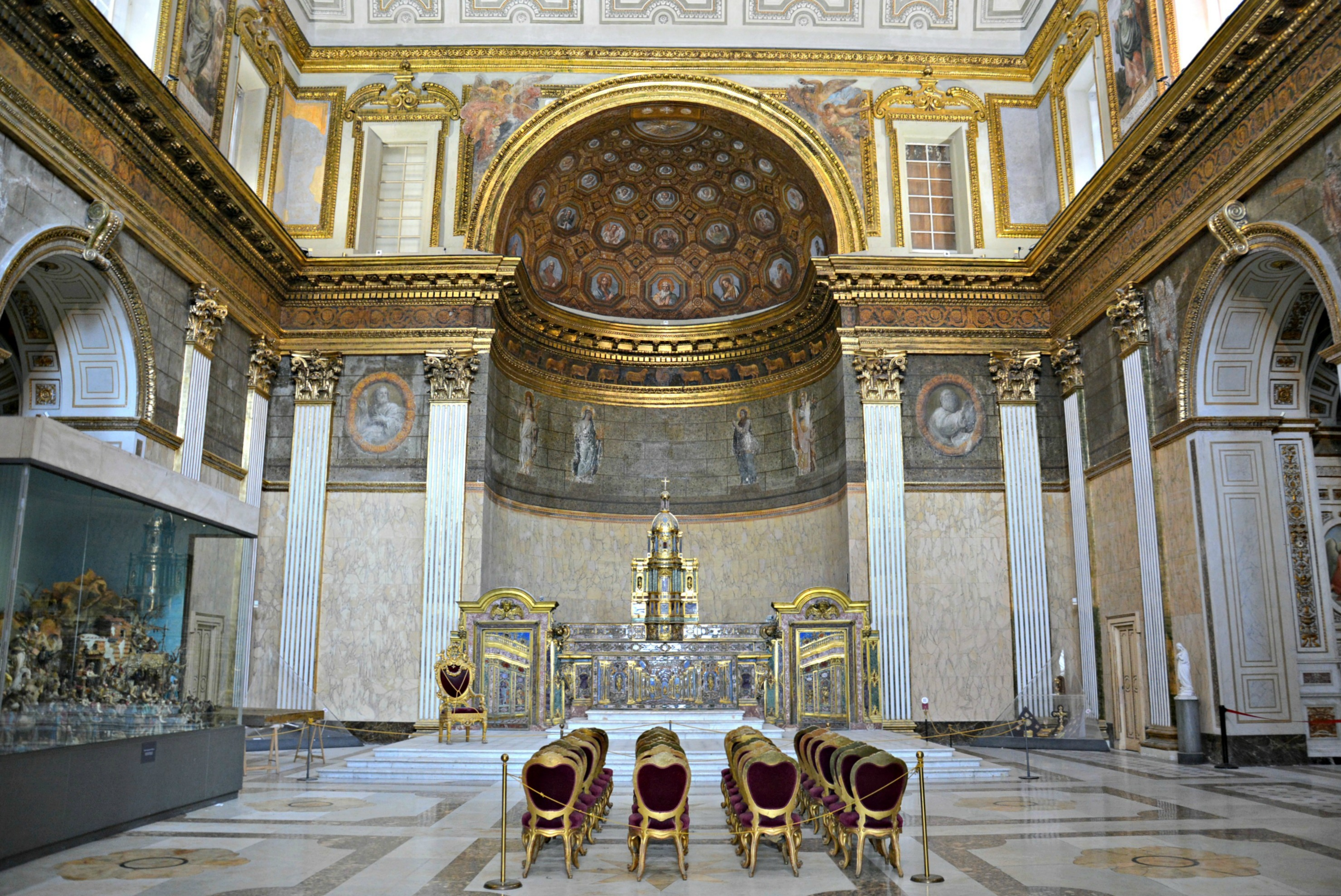
La sala XXX, ossia la Cappella Palatina

Sala XXX. La cappella Palatina, chiamata anche cappella reale dell'Assunta, venne edificata nel 1643 da Francesco Antonio Picchiatti e terminata nel 1644, quando fu consacrata alla Madonna Assunta: utilizzata sia per celebrazioni religiose dei reali, sia come sede della scuola musicale napoletana, venne più volte restaurata sia alla fine del Seicento sia durante l'Ottocento; fortemente danneggiata durante la seconda guerra mondiale, fu sconsacrata e adibita a luogo d'esposizione dei paramenti sacri precedentemente raccolti nella sacrestia. La cappella è a navata unica con tre cappelle su ogni lato: le decorazioni in stucco e pittoriche sono opera di artisti dell'Accademia di Napoli tra i quali Domenico Morelli, mentre l'altare maggiore proviene dalla chiesa di Santa Teresa degli Scalzi ed è realizzato in pietre dure. Nella cappella è ospitato il presepe del Banco di Napoli, composto da oltre trecento pezzi risalenti dal XVIII al XIX secolo, mentre l'ingresso è consentito attraversando un portone ligneo del XVI secolo proveniente dal vecchio palazzo Vicereale.

### Giardini

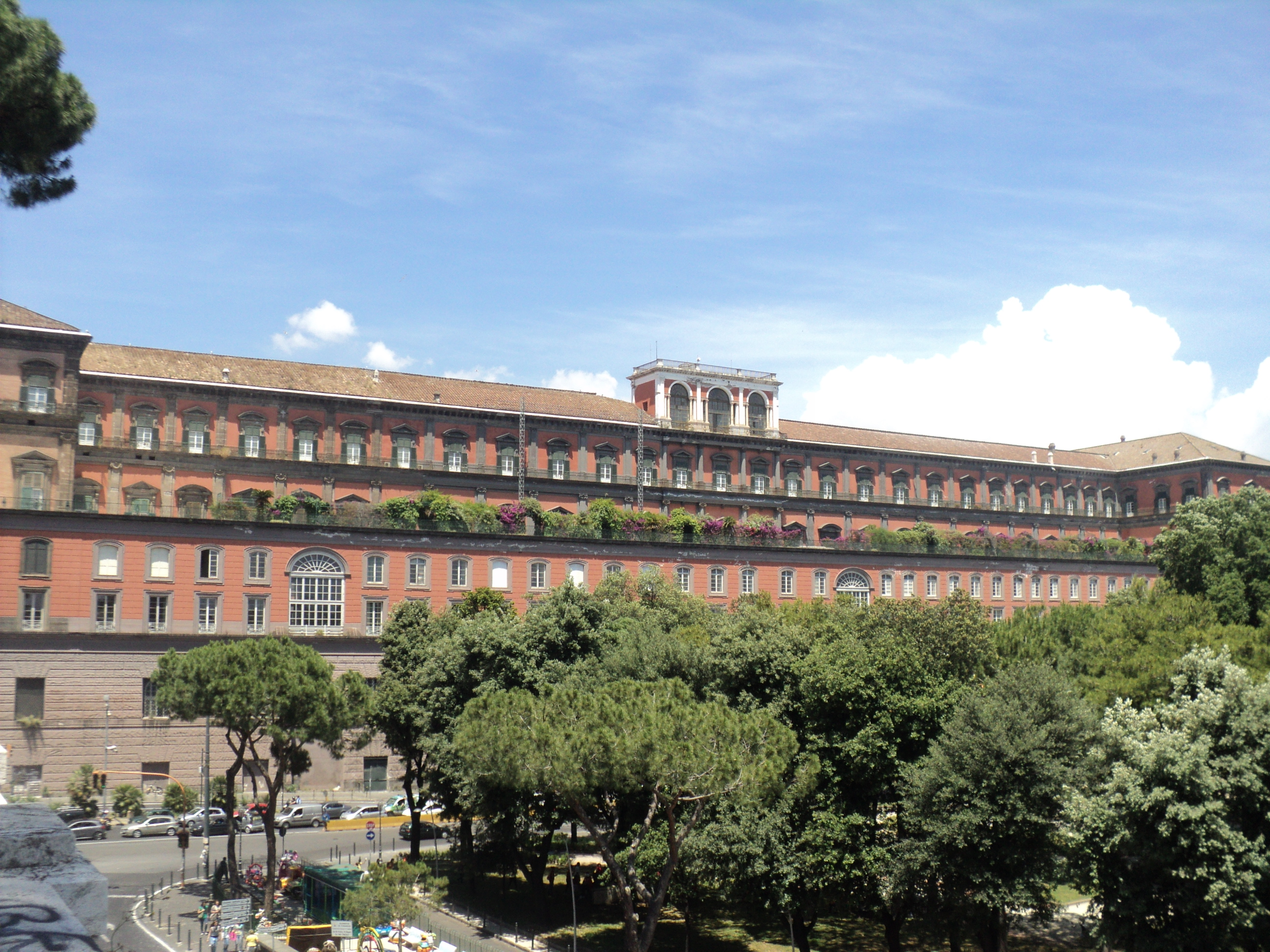
La facciata lungo via Acton con i giardini pensili

Il giardino del Palazzo Reale è ciò che rimane degli antichi giardini del palazzo Vicereale: questo giardino di passeggio venne realizzato nel 1842 dal botanico tedesco Friedrich Dehnhardt sfruttando lo spazio che si era venuto a creare a seguito della demolizione di alcuni edifici adibiti a maneggio tra il Palazzo Reale e il Maschio Angioino. Questo si trova protetto da un'ala nuova del palazzo, chiamata della Porcellana, in quanto originariamente ospitava una fabbrica di porcellana, poi trasferita a Capodimonte, e adibita ad alloggi per gli infanti dei Borbone e successivamente alla Biblioteca nazionale. Il giardino presenta delle aiuole disegnate con un andamento casuale e sinuoso, mentre le piante ospitate variano tra specie locali e altre esotiche, come Ficus macrophylla, Strelitzia nicolai, Persea indica, Pinus canariensis, Magnolia grandiflora, Jacaranda mimosifolia e Cycas revoluta: le piante sono contraddistinte da cartellini che ne riportano la data della messa a dimora. Tutto il giardino è cinto da una cancellata con lance dalle punte dorate; presso il cancello d'ingresso, nel 1924, Camillo Guerra realizzò uno scalone per fornire la Biblioteca nazionale di un ingresso autonomo, dalla forma di esedra: ai lati è decorato da due Palafrenieri in bronzo, opera di Peter Jakob Clodt von Jürgensburg, copia di quelli realizzati a San Pietroburgo e dono dello zar Nicola I in ricordo del suo soggiorno a Napoli nel 1845, come ricordato in una lapide sottostante.
Dal primo piano dell'Appartamento Reale si accede al giardino pensile: le prime testimonianze che si hanno del giardino risalgono ad alcuni ritratti di Francesco Cassiano de Silva risalenti alla fine del XVII secolo: questi furono sistemati nel 1745 da De Lellis e successivamente con Bianchi, mentre assunsero l'aspetto definitivo con il restauro del Genovese durante la metà del XIX secolo. Le principali piante sono Bougainvillea e rampicanti: al centro, precisamente tra il vestibolo e il ponte in ghisa, sono posti una fontana e un tavolo con zampilli; completano l'opera panchine in marmo in stile neoclassico e aiuole.
Le scuderie sono un ambiente di circa milleduecento metri quadrati caratterizzato da un soffitto con diciotto campi voltati che scaricano su una fila centrale di pilastri quadrati; un lato è attrezzato con le mangiatoie in pietra calcarea, mentre sulla pavimentazione sono ancora visibili i segni lasciati dai cavalli. Più in basso un edificio costruito nel anni ottanta del XIX secolo adibito a maneggio. Nella zona sono inoltre presenti i ruderi del vecchio maneggio e delle scuderie, abbattuti da Genovese, e, su una zona leggermente rialzata, quello che un tempo era il campo da tennis di Umberto I di Savoia.

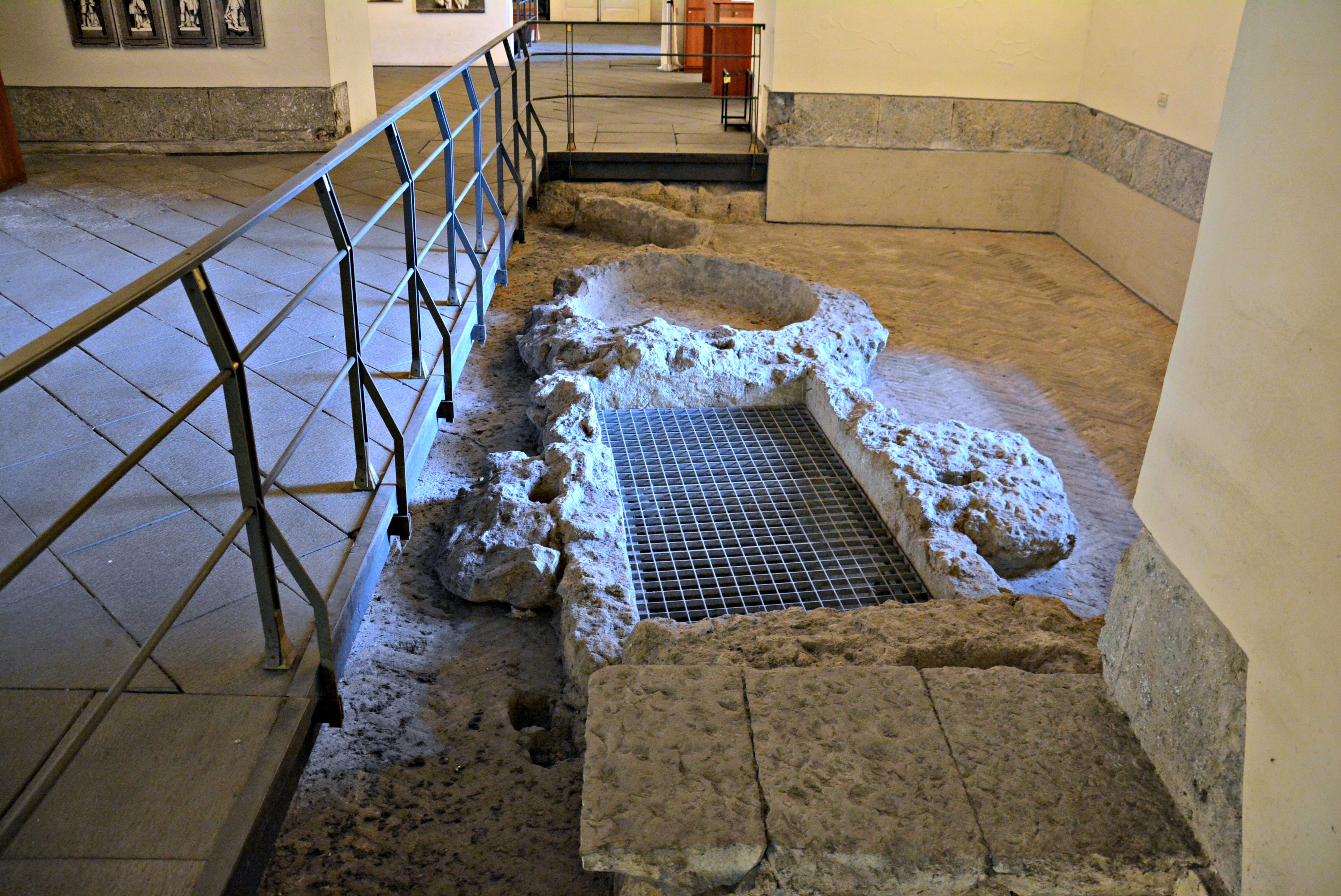
I ritrovamenti nei pressi dell'ingresso

Durante i lavori di restauro del 1994, nei pressi della biglietteria, all'ingresso, nel tratto compreso tra l'ingresso di piazza Plebiscito e quello di piazza Trieste e Trento, in quello che era il percorso originario di ingresso al palazzo, dove sostava il corpo di guardia, è stato ritrovato, a circa un metro sotto il piano di calpestio, un viale facente parte dei vecchi giardini del palazzo Vicereale: il vialetto era stato realizzato in mattoni disposti a spina di pesce, bordato con blocchetti di pietra lavica da un lato e poggiato a un muro dall'altro. Il muro aveva la funzione di contenimento della spianata sulla quale sorgeva il giardino: questo, risalente al XVI secolo, è realizzato nella parte inferiore da blocchetti di tufo, mentre in quella superiore, da basoli di trachite aggiunti successivamente. Poco più avanti è stato rinvenuto un pozzo rettangolare, affiancato da due vasche di forma circolare: da studi stratigrafici è emerso che il pozzo è rivestito in muratura per circa tredici metri di profondità, a cui seguono altri due metri e cinquanta scavati direttamente nel tufo per poi giungere a una camera quadrata dove era raccolta l'acqua della falda; il fondo era ricoperto da uno strato di limo spesso circa quaranta centimetri. Con l'inizio della costruzione del palazzo Reale il pozzo venne dismesso e utilizzato come immondezzaio: sul suo fondo, per un'altezza di circa quattro metri, grazie alla presenza d'acqua che ne ha permesso la conservazione, sono stati ritrovati materiali organici come ossa di animali, resti di pesci e molluschi, rami e noccioli di frutta, ma anche materiale da costruzione come maioliche e legno lavorato, che hanno permesso di ricostruire lo stile di vita di quel periodo; successivamente è stato riempito con materiale di risulta fino al bordo.

### Biblioteca nazionale
La Biblioteca nazionale, dedicata a Vittorio Emanuele III di Savoia, è ospitata in un'ala nel Palazzo Reale dal 1923: con oltre due milioni di testi è la biblioteca più importante del sud Italia, nonché una delle prime a livello mondiale. Contiene carte geografiche, progetti, disegni rari, preziosi manoscritti, lettere, fondi di letteratura, arte e architettura, provenienti dalla raccolta Farnese e da altre raccolte acquisite nel corso degli anni, e i papiri provenienti dall'omonima villa ritrovata durante gli Scavi archeologici di Ercolano: alcuni testi portano firme di artisti del panorama italiano come quelle di san Tommaso d'Aquino, Torquato Tasso, Giacomo Leopardi, Salvator Rosa, Luigi Vanvitelli e Giambattista Vico.
Le sale che ospitano la biblioteca erano in origine adibite per ospitare le feste di corte, realizzate durante i lavori di restauro effettuati da Gaetano Genovese durante la metà del XIX secolo: alcune di queste presentano decorazioni in stile neoclassico, come ad esempio nel Salone da Lettura, antica sala da ballo, o la sala che ospita la sezione dei manoscritti e rari, con pitture che ricordano soprattutto gli affreschi pompeiani, realizzati da diversi artisti dell'Accademia Napoletana come Camillo Guerra, Giuseppe Maldarelli e Filippo Marsigli, o la Sala Palatina, in origine Gabinetto Fisico, ossia un laboratorio astronomico creato per il diletto de re.

### Teatro di San Carlo

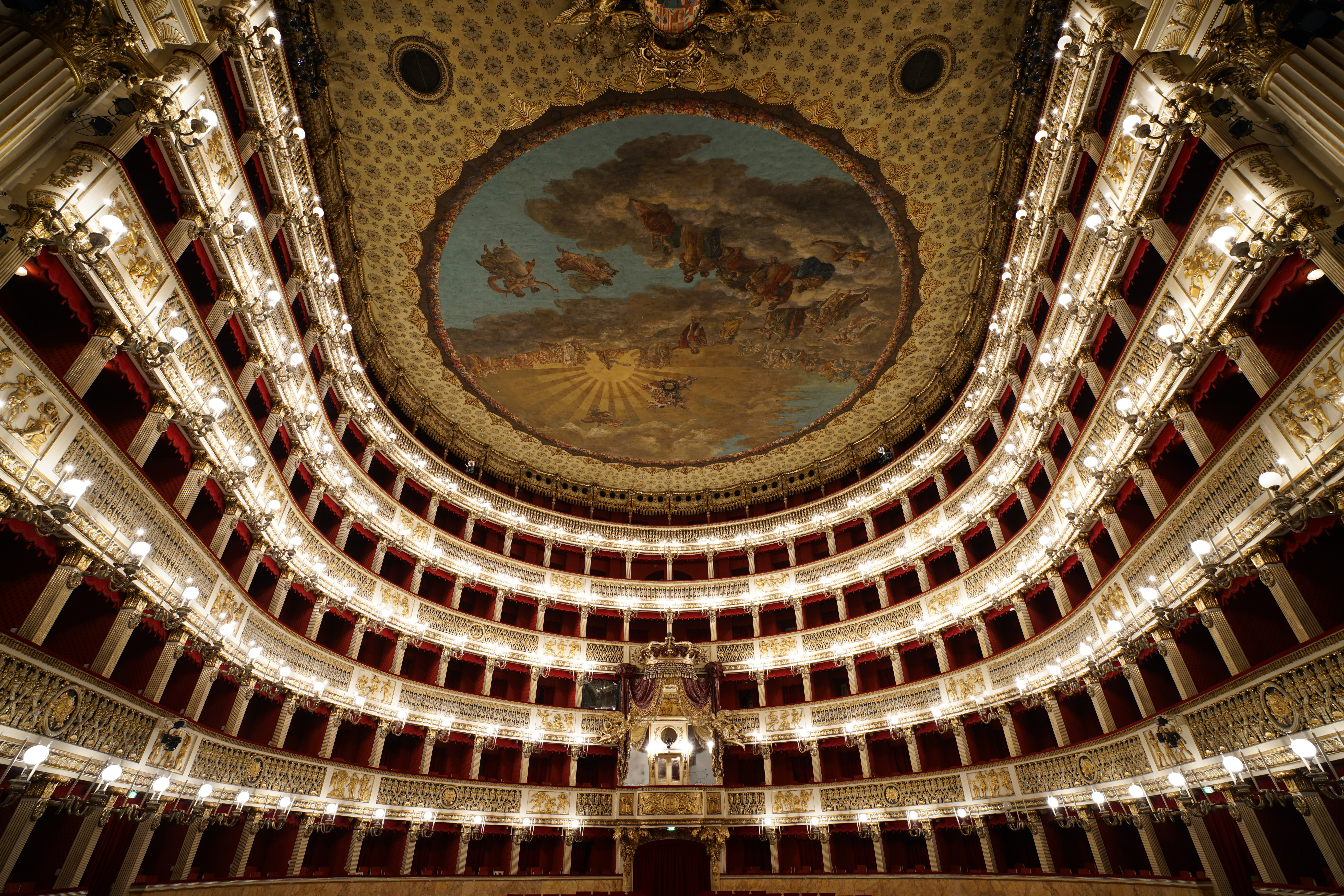
L'interno del teatro di San Carlo

Al complesso del Palazzo Reale appartiene anche il vicino teatro di San Carlo: costruito da Giovanni Antonio Medrano, venne inaugurato il 4 novembre 1737, in occasione dell'onomastico del re. Nel corso degli anni ha subito numerosi interventi di rifacimento, sia alla facciata sia all'interno: la facciata, che in un primo momento si presentava dalle semplici linee architettoniche fu modificata da Antonio Galli da Bibbiena nel 1762, da Ferdinando Fuga nel 1768, da Domenico Chelli nel 1791, fino ad assumere il suo aspetto definitivo, in stile neoclassico con pronao bugnato, galleria in ordine dorico e decorazioni con bassorilievi, tra il 1810 e 1812 con i lavori effettuati da Antonio Niccolini. Lo stesso Niccolini restaurò anche gli interni nel 1841 e poi, a seguito di un incendio, nel 1861 con l'aiuto del figlio Fausto e di Francesco Maria Del Giudice. Ampliato nel corso degli anni trenta del Novecento, l'interno del teatro si presenta a forma di ferro di cavallo, adornato con raffigurazioni di putti, cornucopie e soggetti classici: la volta è caratterizzata dalla grande tela con Apollo che presenta a Mercurio i maggiori poeti greci, latini e italiani, opera di Giuseppe Cammarano; può ospitare poco più di 1 300 spettatori. Il sipario è del 1854, realizzato da Giuseppe Mancinelli e raffigurante Muse e Omero tra poeti e musicisti. Il teatro è collegato direttamente al palazzo reale con due ridotti, uno al pian terreno, l'altro, privato, al piano nobile, con decorazione neoclassica, e attraverso il giardino.